# Класицизм та ампір в Україні

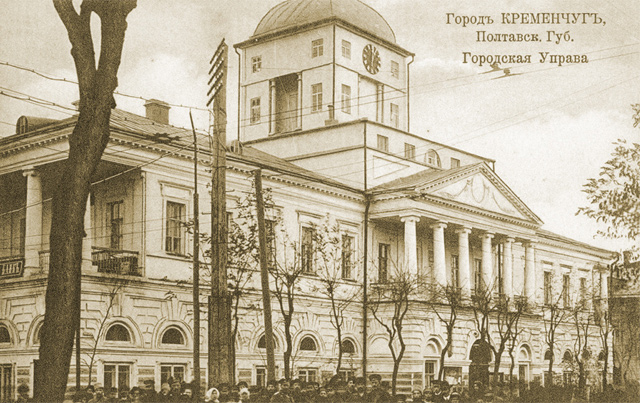
Кременчуцька міська управа, 1803 р. Зруйнована.

Класици́зм та ампі́р в Украї́ні — етап розвитку національної архітектури, який існував з останньої третини XVIII ст. до середини XIX ст. Відбився також в літературі, створенні інтер'єрів і в ужитковому мистецтві.

## Класифікація
Класицизм як цілісна художня система склався у Франції в XVII ст. на хвилі зміцнення і панування абсолютизму.
Тому розрізняють —
- Академічний класицизм XVII ст.
- Класицизм кінця XVIII — першої половини XIX ст. (так званий неокласицизм).
- Але між ними десятиліттями існувало рококо [1], обірване у Франції могутньою хвилею класицизму кінця 18 ст. та революційним класицизмом, котрий існував лише у Франції.

В Європі французький класицизм співіснував з бароко, котре мало довгий період існування в Італії, Австро-Угорщині,Іспанії, Фландрії, Річі Посполитій, Україні, в Мексиці. В цих країнах рококо мало короткий термін існування і маловиразний відбиток в мистецьких жанрах за винятком Італії, митці якої доклали значних зусиль як до формування рококо, так і до його запровадження і зміцнення в мистецтві Італії та сусідніх країн.

## Історія

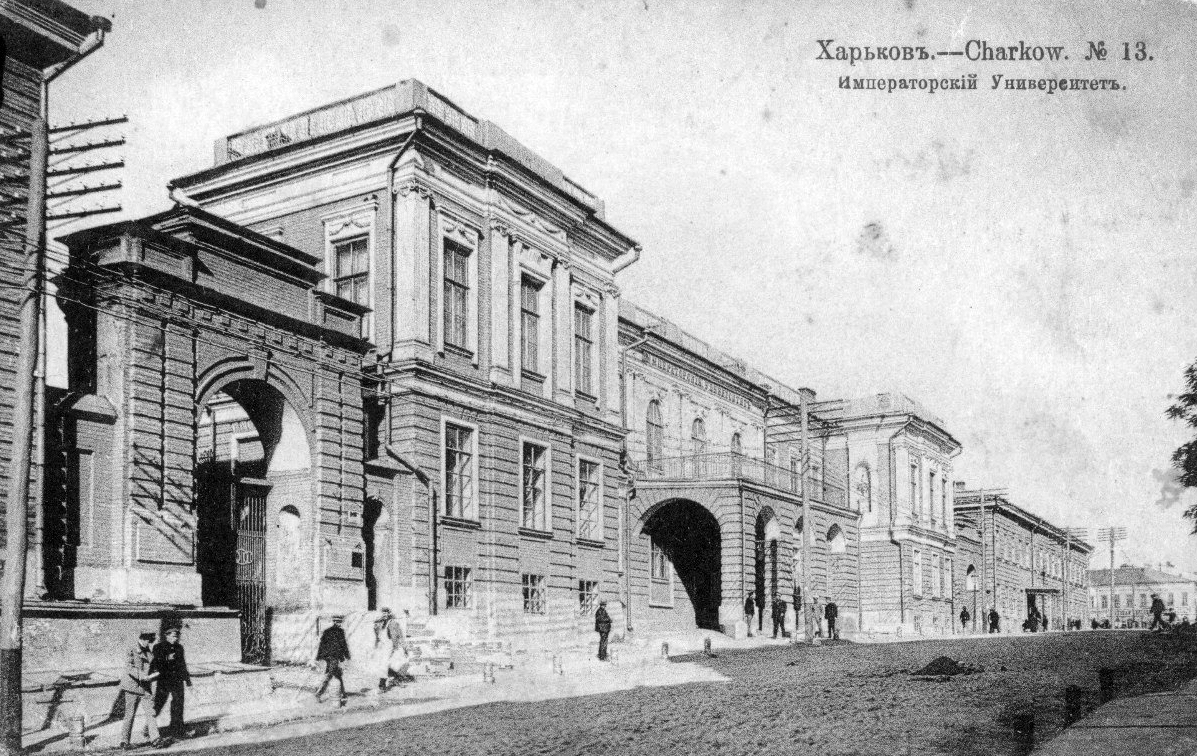
Арх. Васильєв Євген Олексійович. Старий корпус Імператорського університету (місто Харків), 1770-1777 рр.

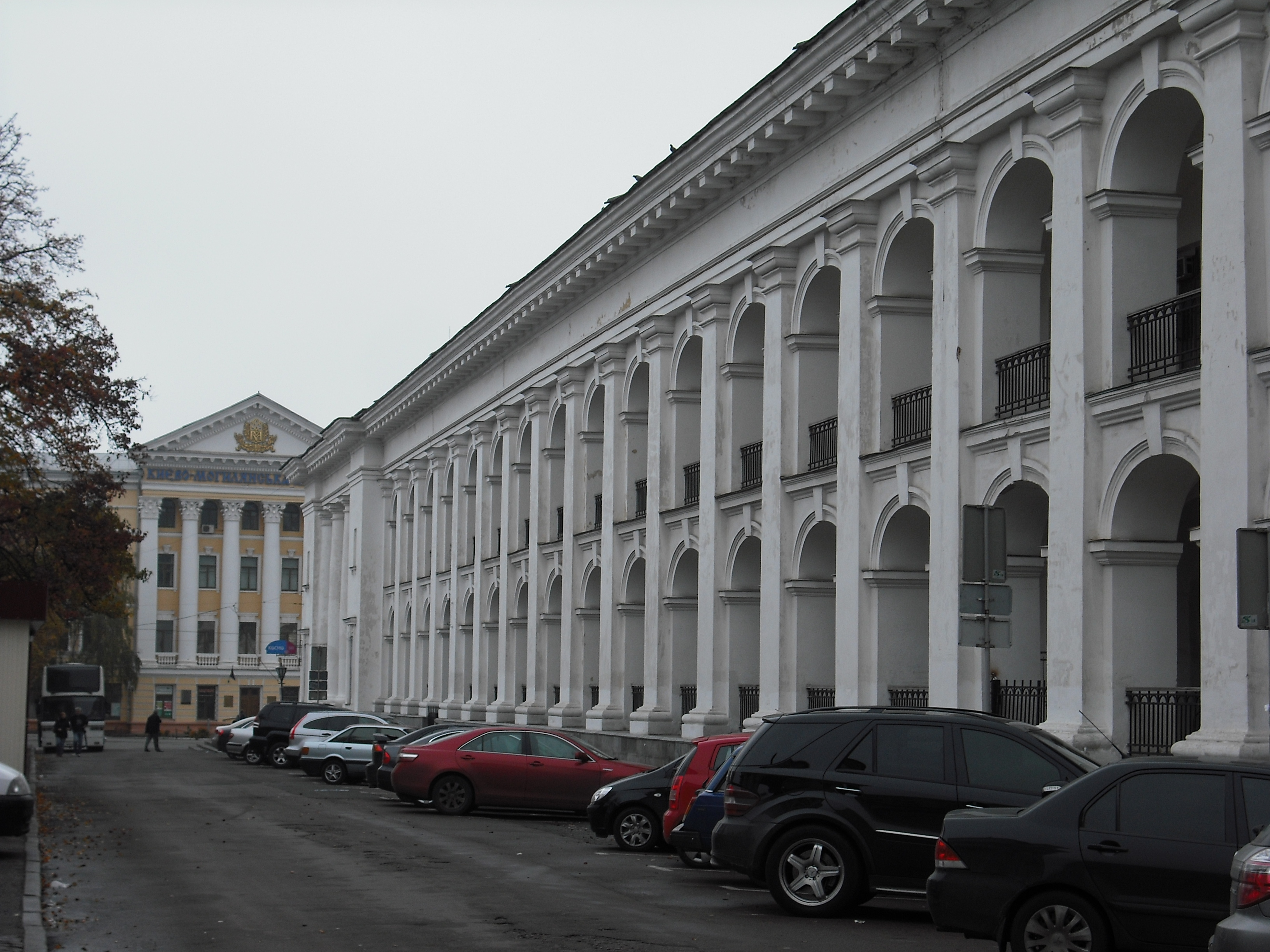
Арх. Луїджі Руска. Гостиний двір (Київ)

Історично православна Україна була пов'язана з Московією, а потім з Російською імперією. Росія мала власні темпи розвитку культури з пізнім запозиченням європейських стилів. Прискорення розвитку культури відбилося в Російський імперії в короткому терміні існування бароко і ще коротшому рококо і довгому поетапному розвитку класицизму, більш притаманному монархічним державам зі значною централізацією влади на кшталт Франції. До того ж, класицизм та його естетика в Російській імперії були офіційно підтримані, дозволені і регламентовані Царатом. А тому естетика класицизму була поширена і на тодішні імперські провінції — серед яких і на Україну.
Російський класицизм мав власні періоди, де розрізняють —
- ранній (катерининський) класицизм (1762—1796 рр.),
- ампір або олександрівський класицизм (1801—1825 рр.),
- пізній класицизм або миколаївський класицизм (1825—1855 рр.[2]).

Академічний класицизм XVII ст. в Україні нічим не відбився через формування і поширення бароко, котре сприяло народженню національного українського світогляду. Історично класицизм прийшов в Україну з двох його центрів : з Польщі та з Російської імперії. Постійні війни Російської імперії сприяли відсуванню кордонів держави на захід і новому перерозподілу територій між Польщею, Австро-Угорщиною та Росією. До складу російських провінцій відійшли західні землі Польсько-Литовської держави, де теж повільно проходила зміна естетики бароко на класицизм. На цих територіях була вибудована низка магнатських та дворянських садиб — Тульчин Потоцького, Серебринці М. Чацького, Верхівня Ганських, Вороновиця Грохольського, Палац Стецьких (Великі Межирічі). Панські садиби, конфісковані царатом у поляків-дворян після національно-визвольних повстань в XIX ст., перейшли до майна російських багатіїв. Маєтки польських вельможних родин залишали лише тим, хто натуралізувався в Росії та переходив під залізну руку російського царя.

## Садиби в стилі класицизм

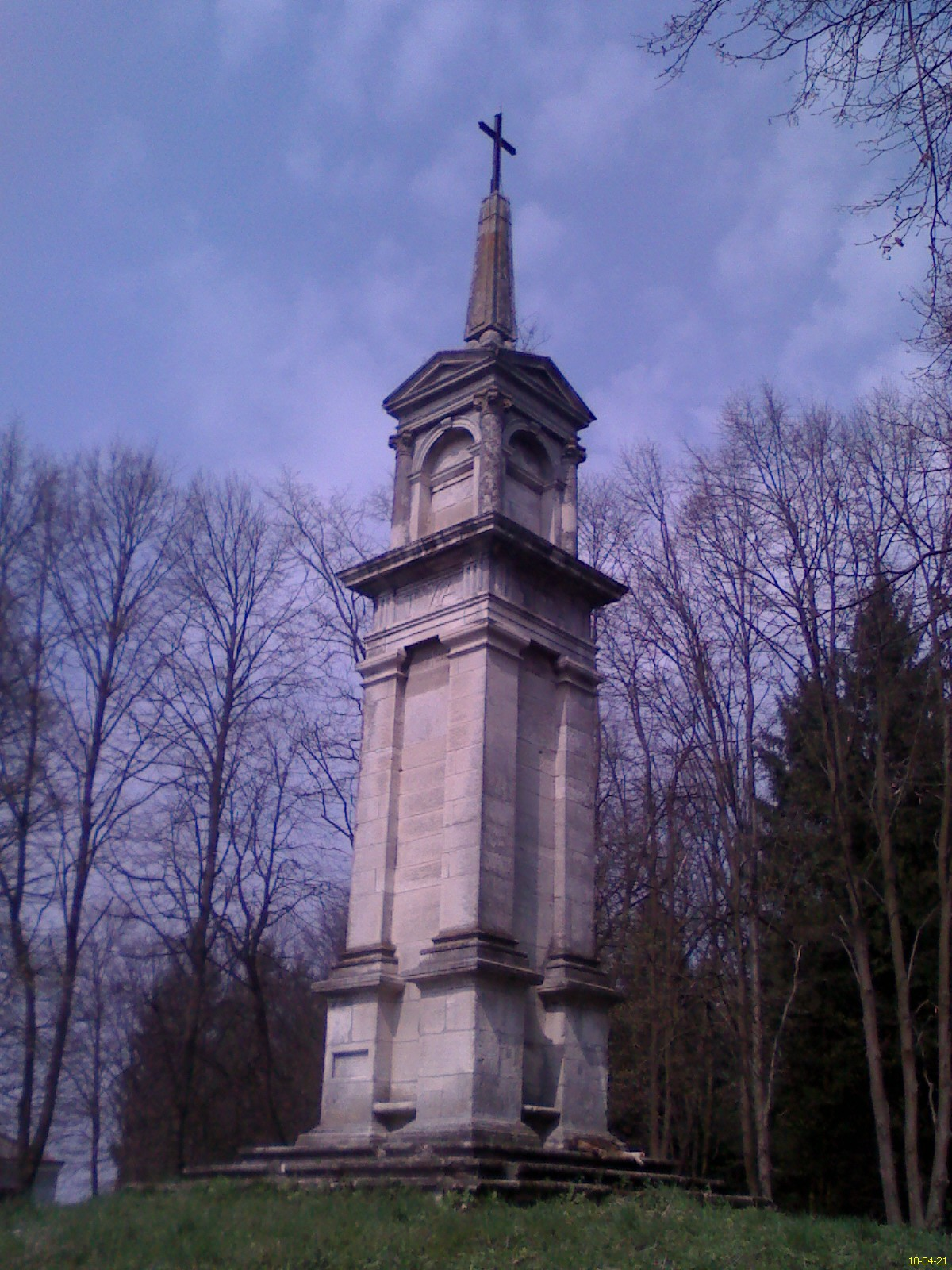
Комарно, стовп-каплиця з написом латиною «Моя смерть, твоє життя», 13 м заввишки.

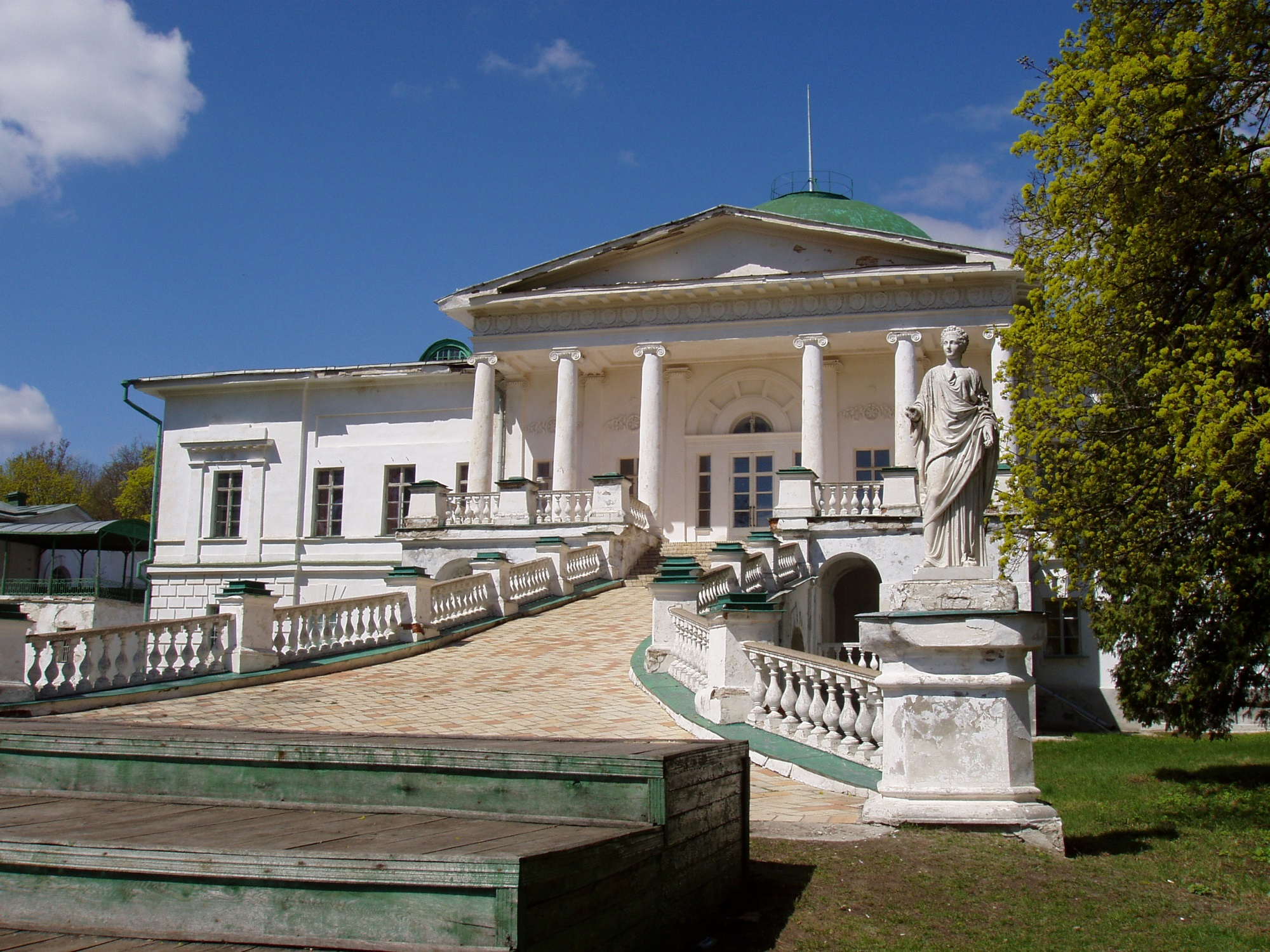
Сокиринці. Парковий фасад
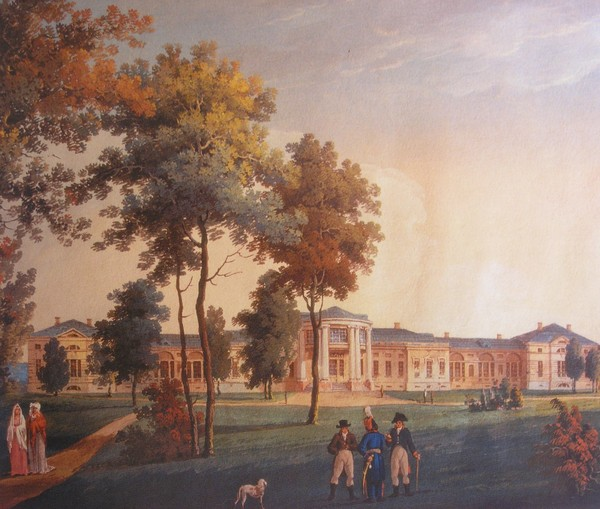
Садиба Розумовського Яготин. Знищено. Акварель 19 ст. Арх. Адам Менелас за чужим проєктом
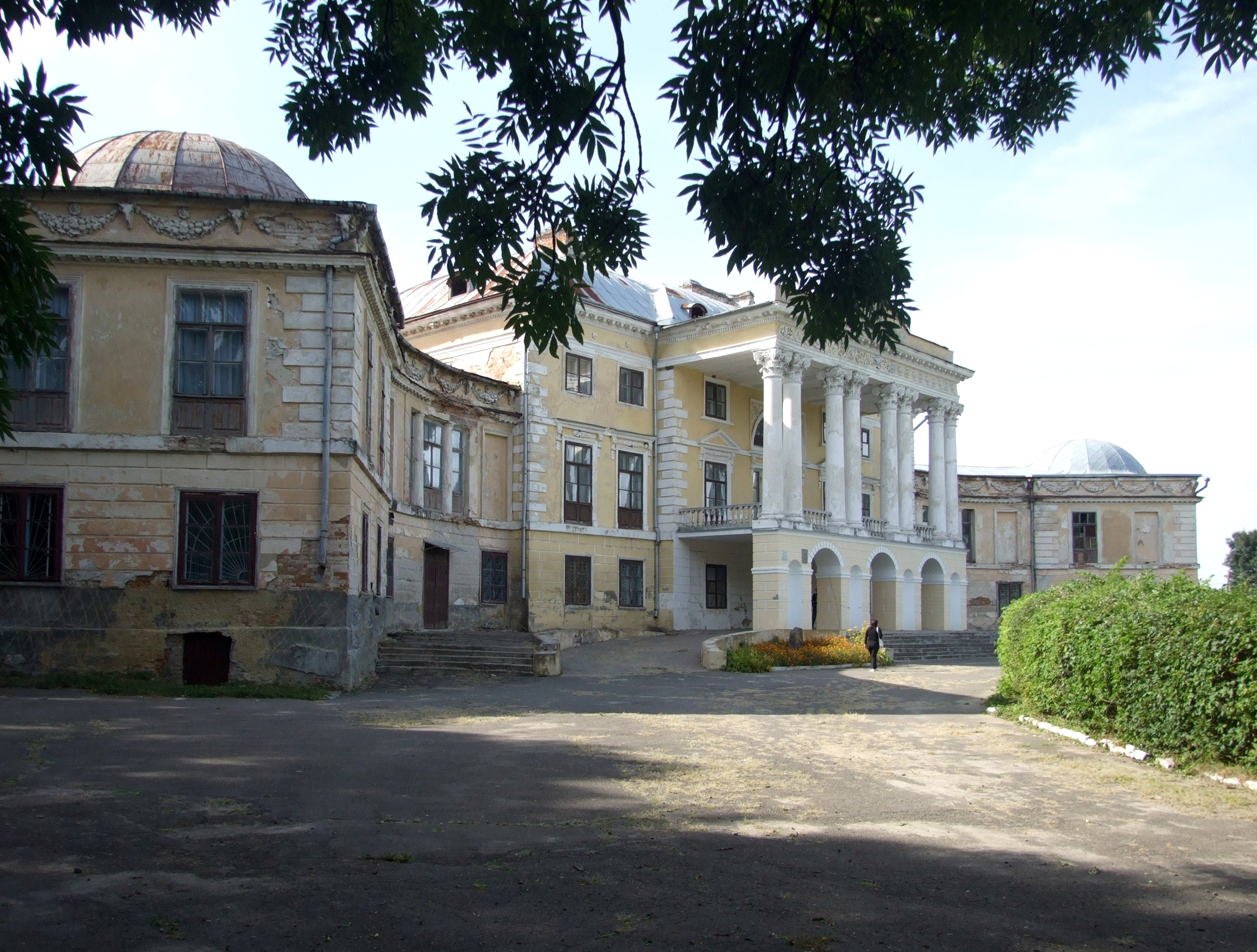
Палац Грохольського. Садиба Вороновиця, Вінницька область
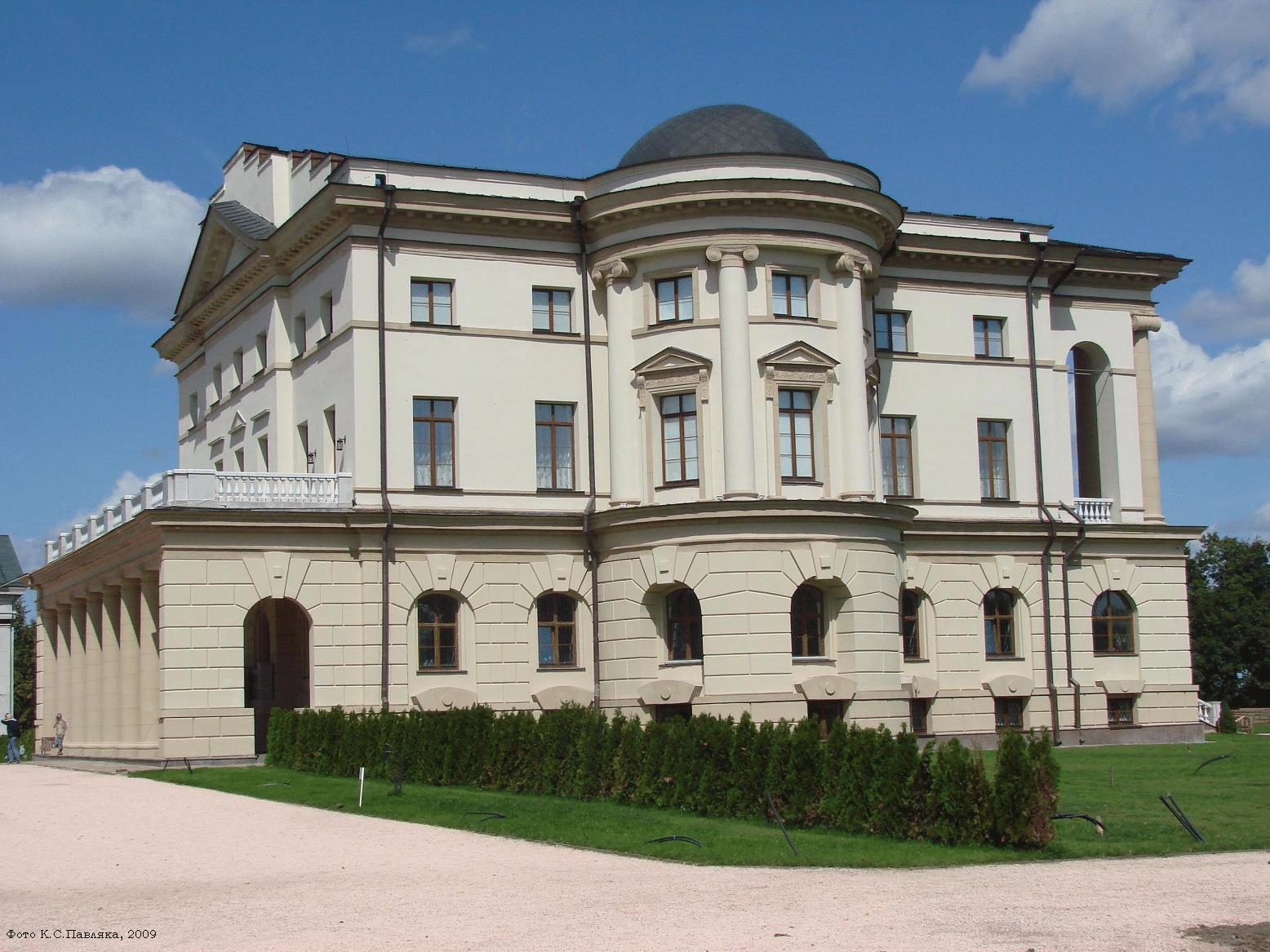
Палац Розумовського, Батурин. Бічний фасад
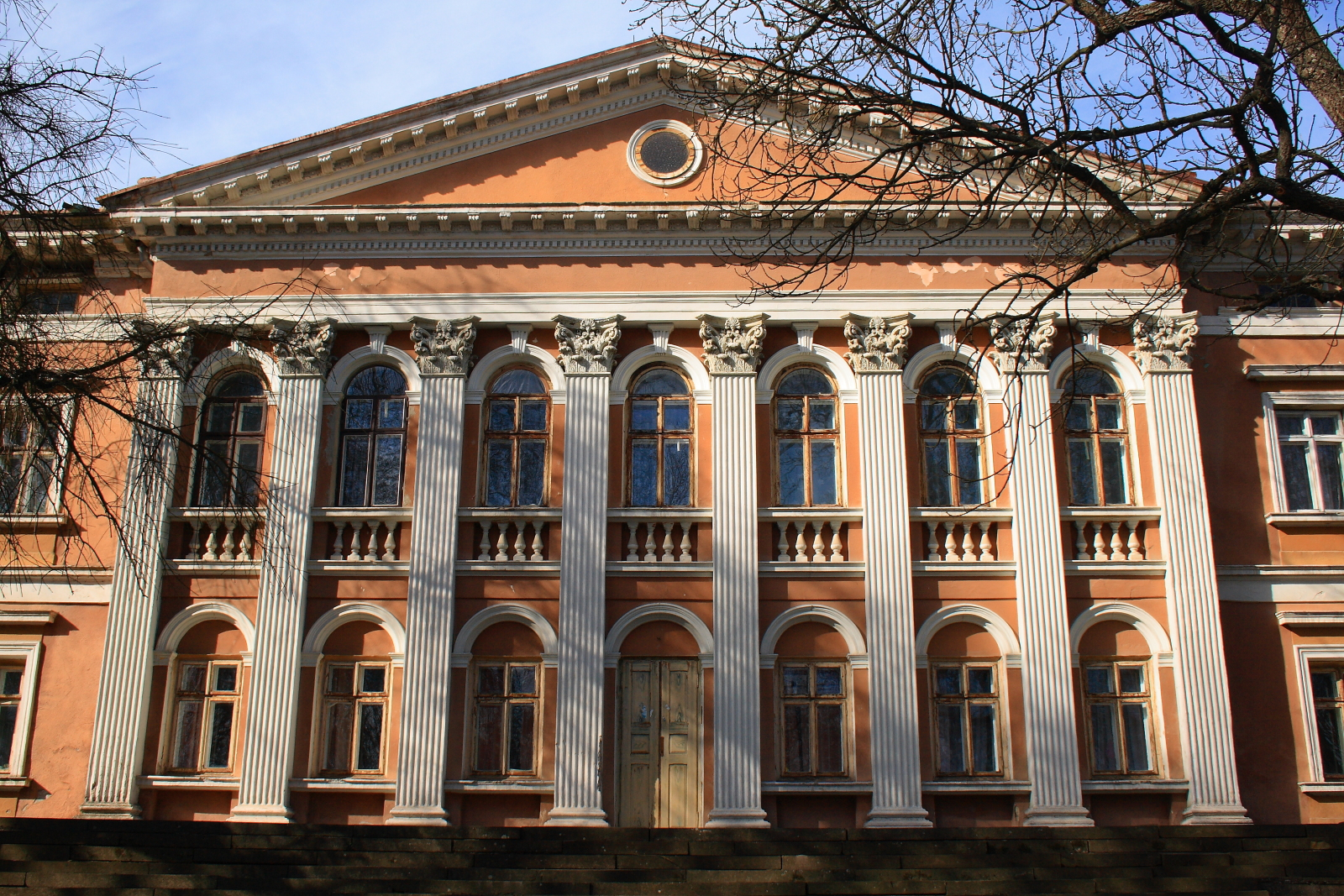
Палац Реїв, Микулинці. Тернопільська область
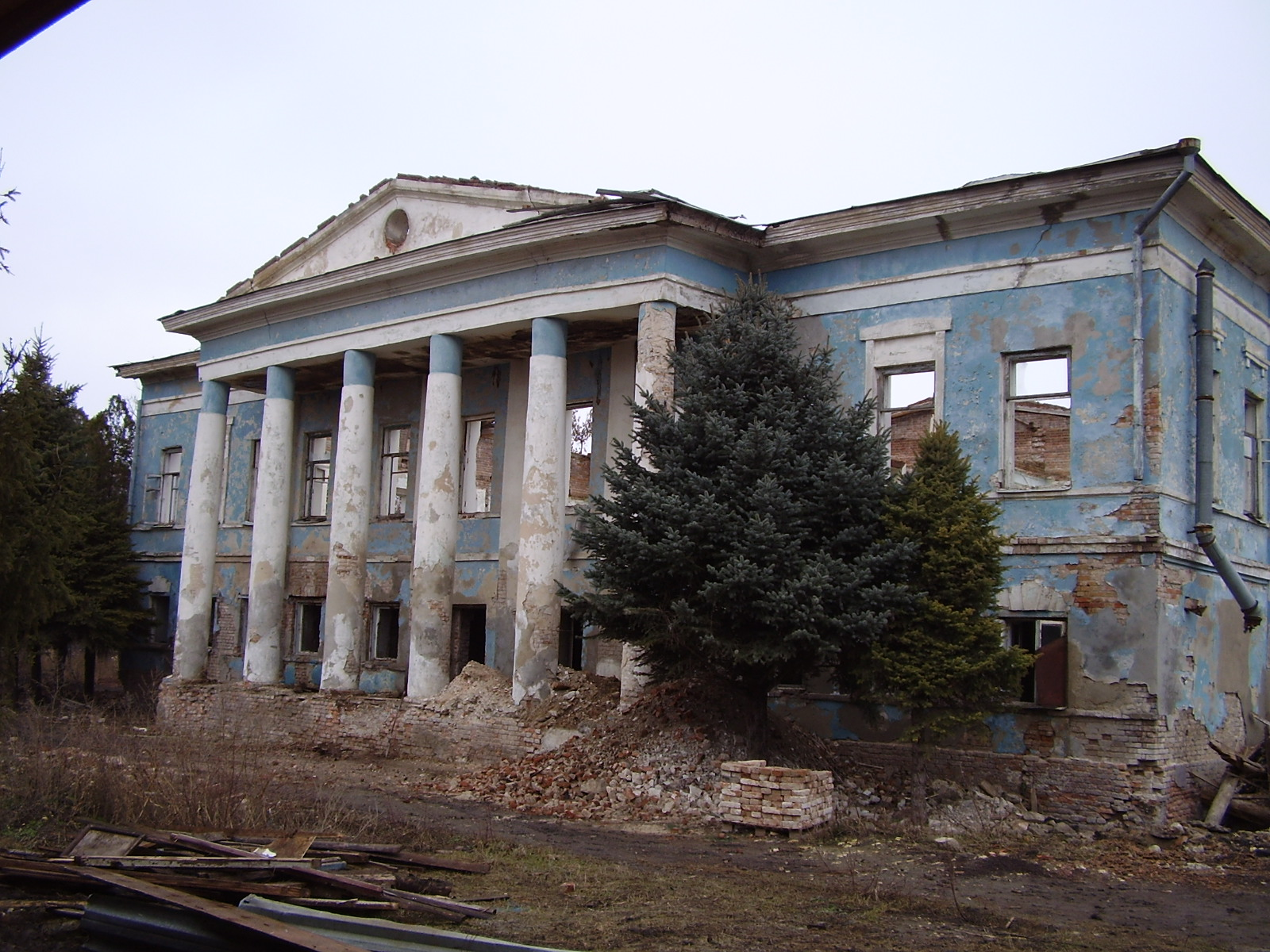
Весела Гора. Луганська область, руїна без даху, 2007
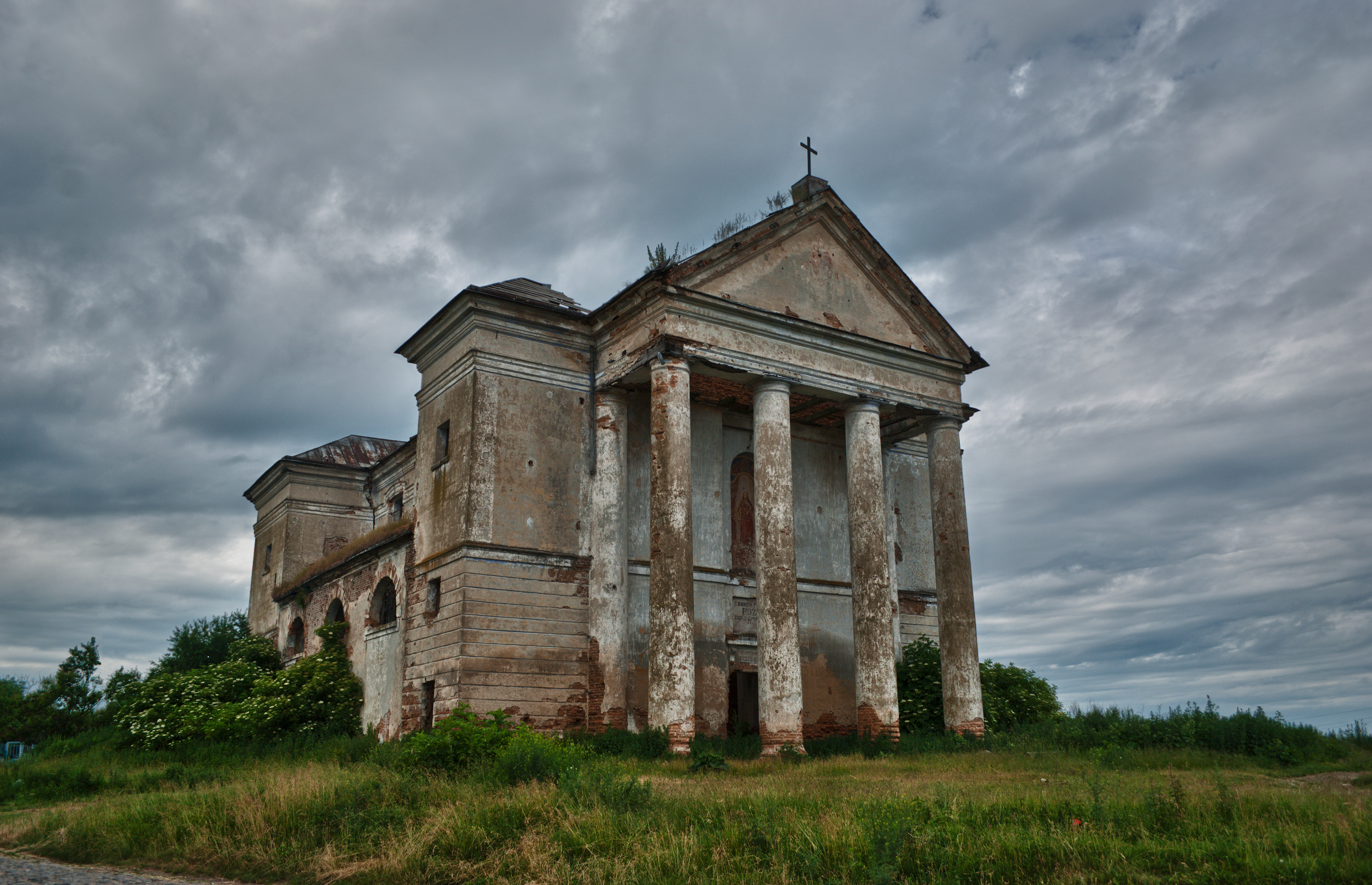
Колишній домініканський костел Св. Трійці, 1807, с. Невірків, Рівненська область
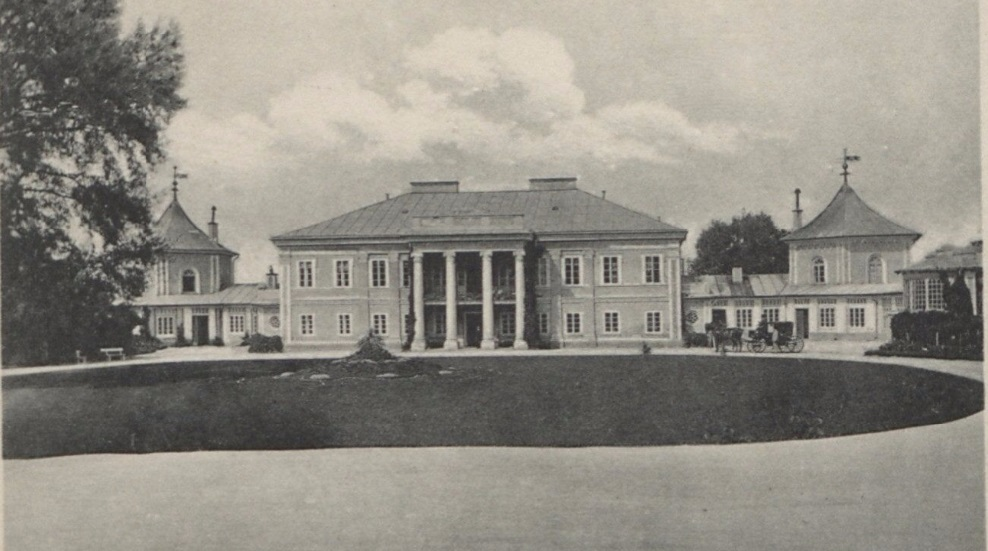
Садиба Колиндяни на кінець 19 ст., нині Тернопільська область, стара поштівка
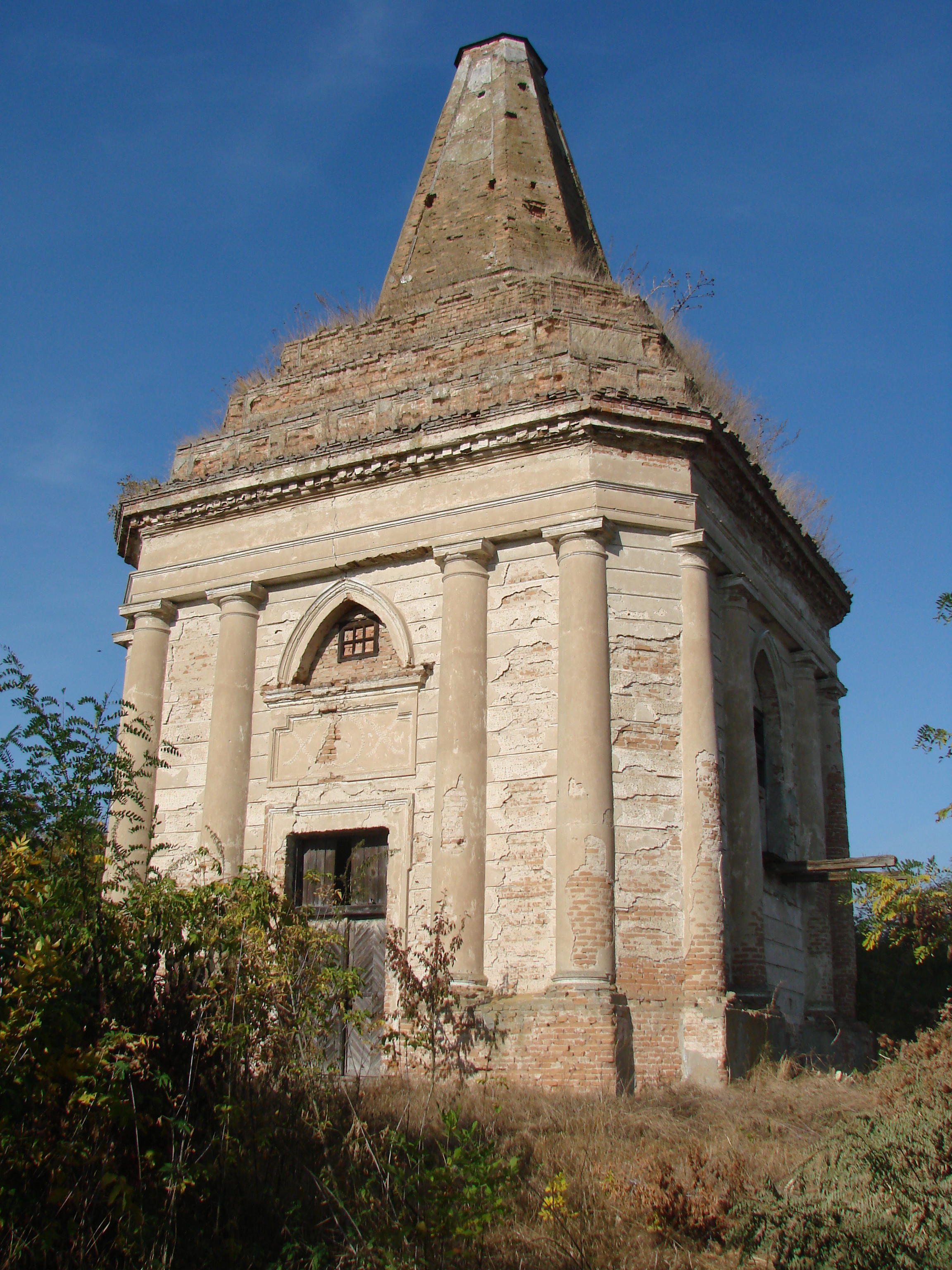
Костел-усипальня в селі Антонів (1806-1810 рр.), Київська область
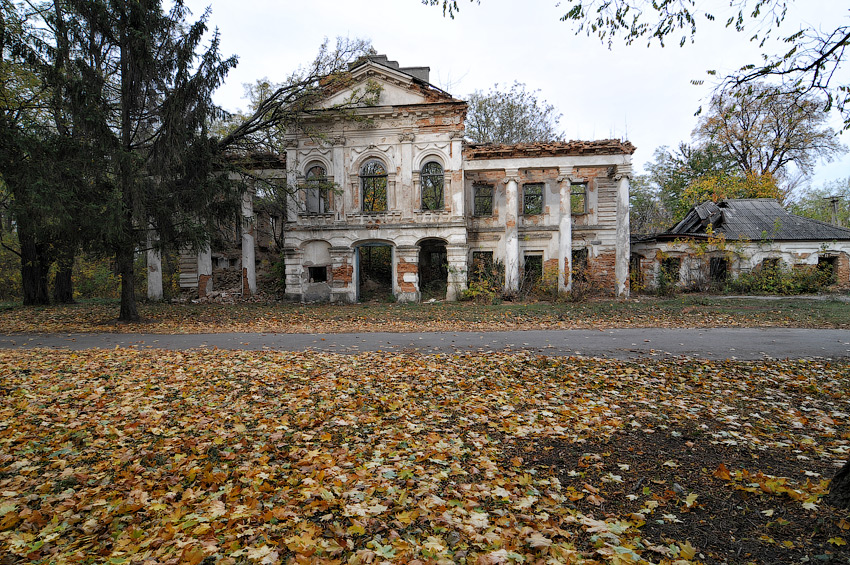
Садиба Залеського. Руде Село, Київська область. Руїна без даху, 2007

Пам'яткою світового рівня є садиба Розумовського К. Г. в Батурині (арх. Чарльз Камерон, Чернігівська обл., реставрована). Садиби в Тульчині та Вишнівцях найбільші за розмірами, та значно поступаються мистецьким якостям садиб в Серебринцях, Микулинцях чи Батурині.
Зразками провінційного класицизму були садиби Браницьких в Олександрії (зруйнована, існує пейзажний парк), в місті Біла Церква, Верхівня панів Ганських (збережена), Хомутець Муравйових-Апостол (Полтавська обл., руїна), садиба Тор Ланге в Нападівці (Вінницька обл., руїна), Самчики (Хмельницька обл., збережена, музей).
Досить цікавою була садиба в Рудому Селі, українське палладіанство (Київська область). Але її дослідити не встигли за браком бажання та суцільний руйнівний стан.
Найбільш збереженими пам'ятками класицизму на Сході України  є садиби — Качанівка Тарновського та Сокиринці Галаганів (Чернігівська обл.). Зразком псевдоготичної гілки класицизму стала архітектура садиби Петра Олександровича Рум'янцева-Задунайського у селі Вишеньки — Палац Рум'янцева-Задунайського (збережена, нині санаторій).

## Ампір в Україні
- Монумент на честь перемоги царя Петра І над шведами, Полтава (архітектор Тома де Томон).
- Ансамбль Круглої площі, місто Полтава.
- Колишній Ніжинський ліцей в місті Ніжин (архітектор Луїджі Руска)
- Палац графів Реїв, Микулинці.
- Монумент дюку Рішельє, Одеса, скульптор Мартос Іван Петрович.
- Монумент на честь Казарського, Севастополь.

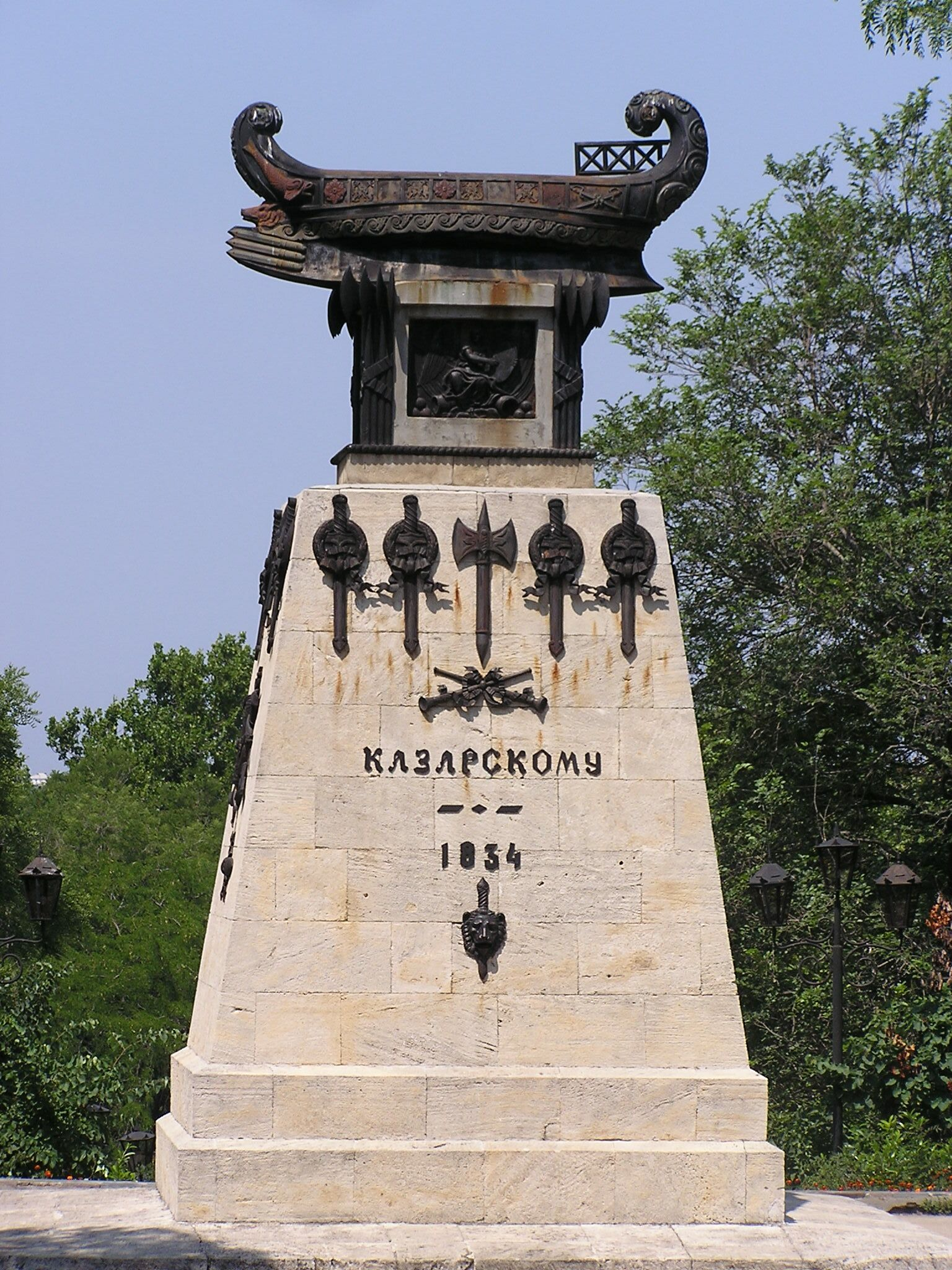
Монумент на честь Казарського, (капітан-лейтенанта О.І. Казарського), 1839 р., Севастополь.
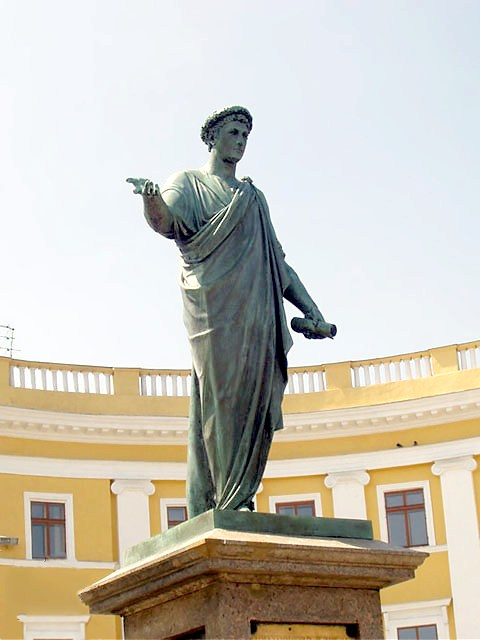
Ск. Мартос Іван Петрович. Пам'ятник дюку Рішельє в Одесі, 1828 р.
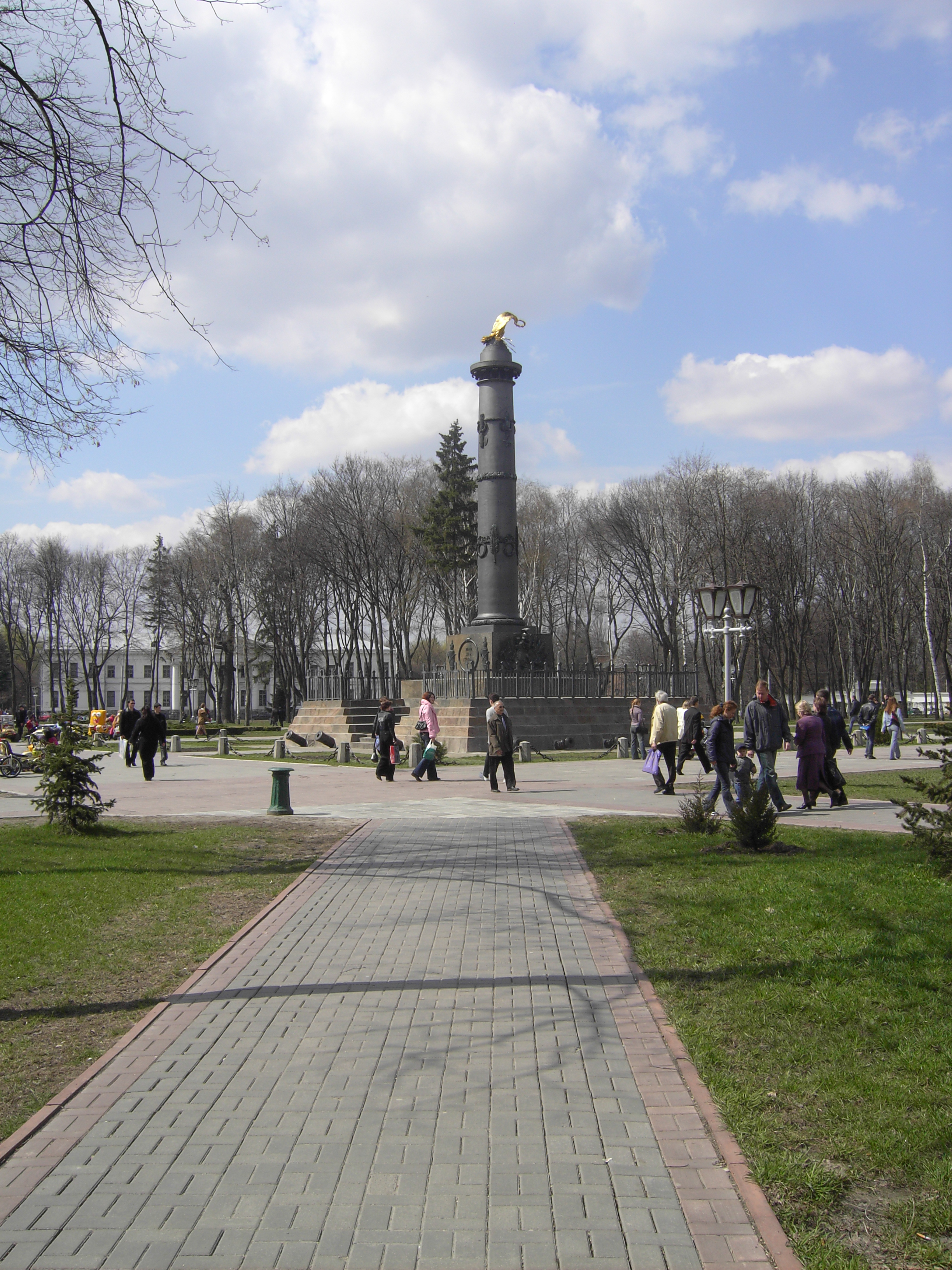
Монумент на честь перемоги царя Петра І над шведами, Полтава (архітектор Тома де Томон).
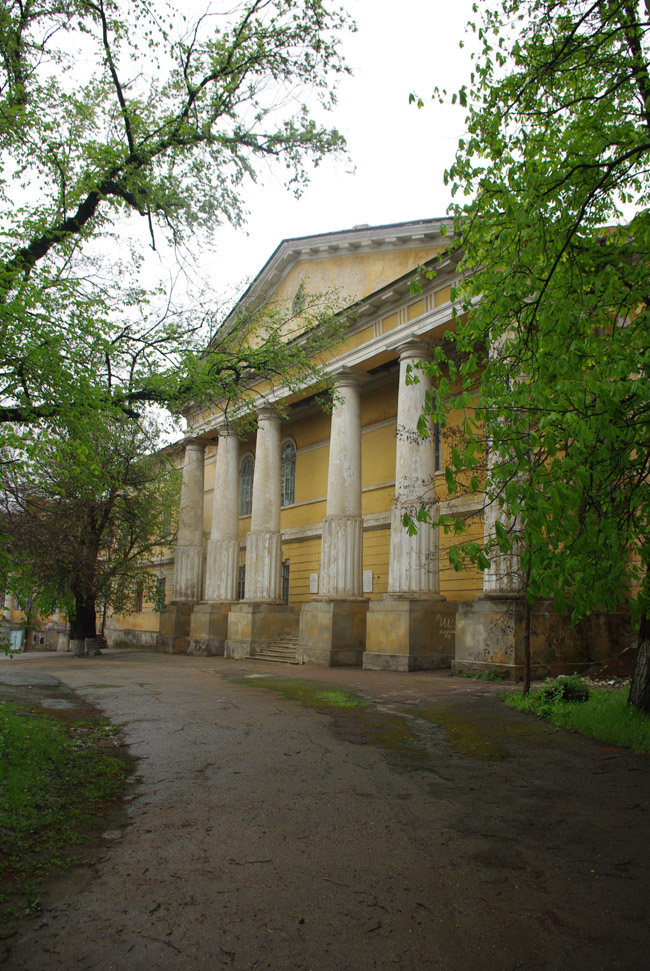
Тома де Томон. Циркульний корпус інфекційної лікарні, Одеса
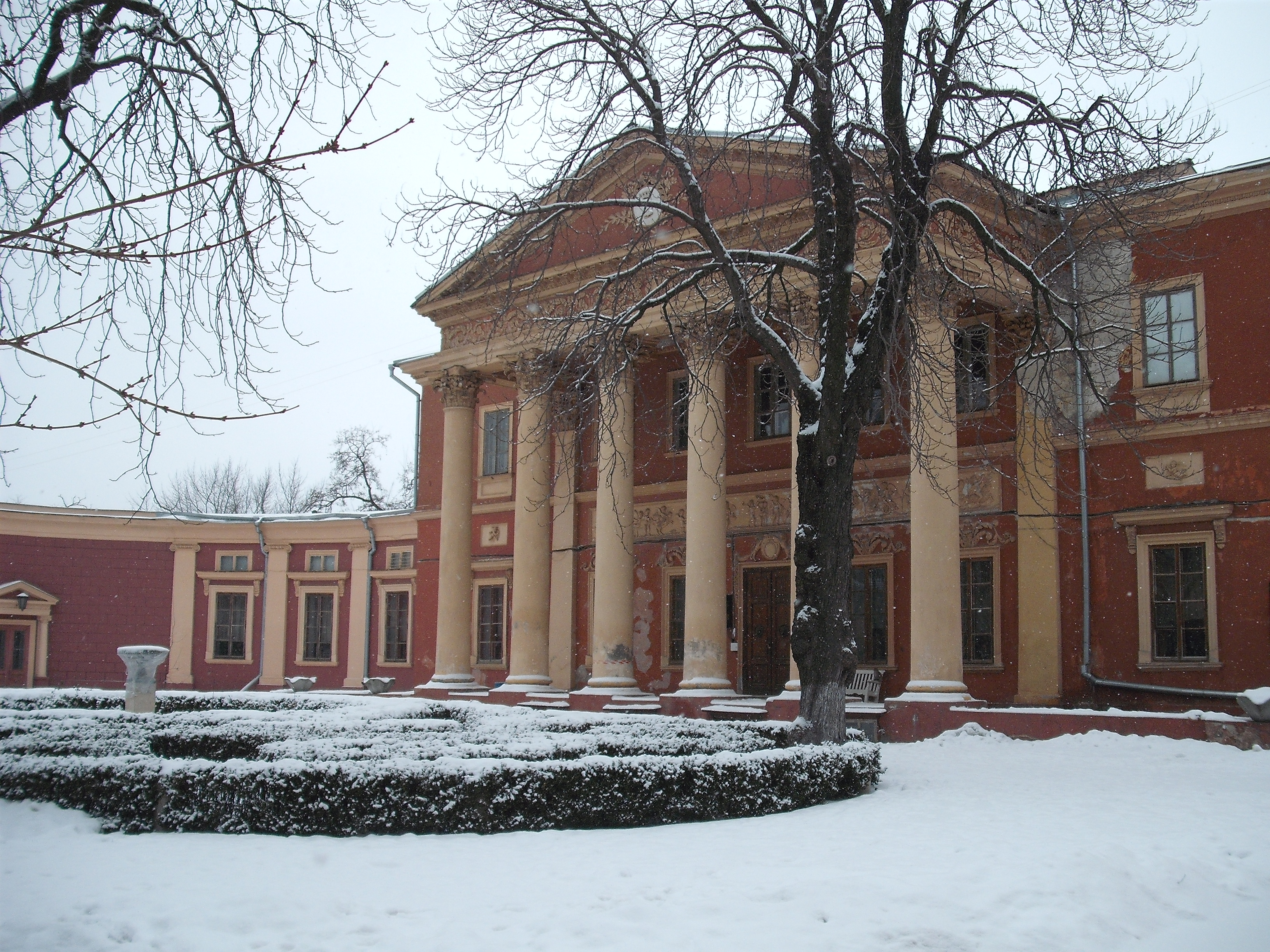
Палац Потоцьких (Одеський художній музей)
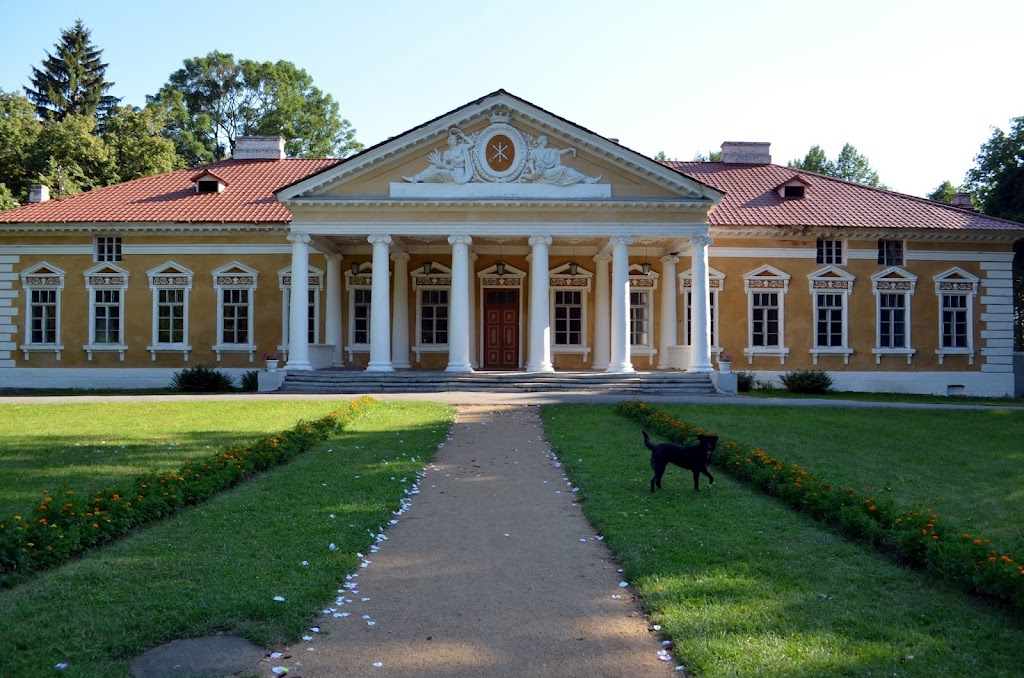
Самчики. Хмельницька область.
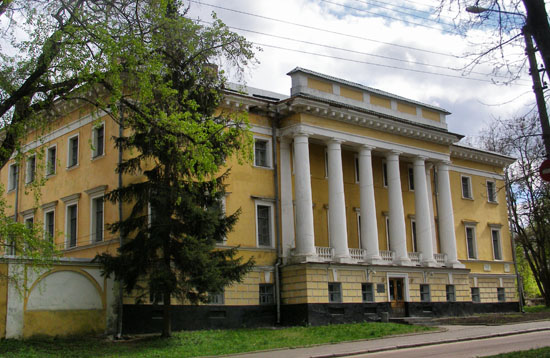
Колишній будинок Чернігівської чоловічої гімназії[3] (нині Чернігівський обласний історичний музей імені В. В. Тарновського)

Історична частина Кіровограда-Інгульська органічно включає в себе, серед інших класицизм, який представлений пізнім провінційним варіантом стилю ампір тощо.

## Світські споруди в стилі класицизму

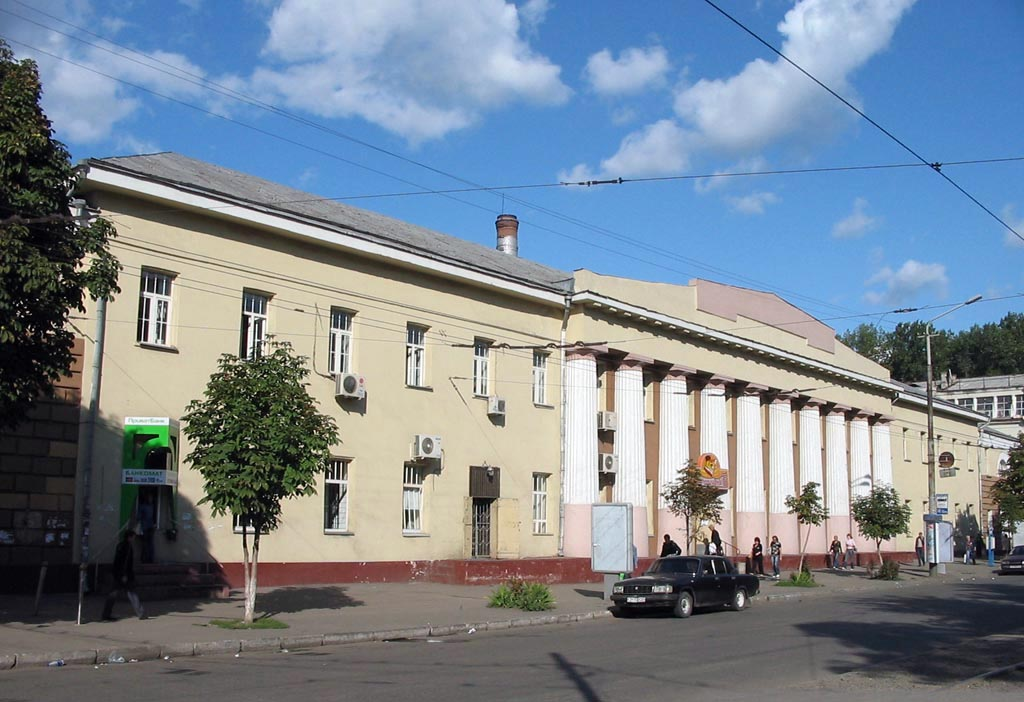
Арх. Стасов, колишня Катеринославська суконна фабрика.

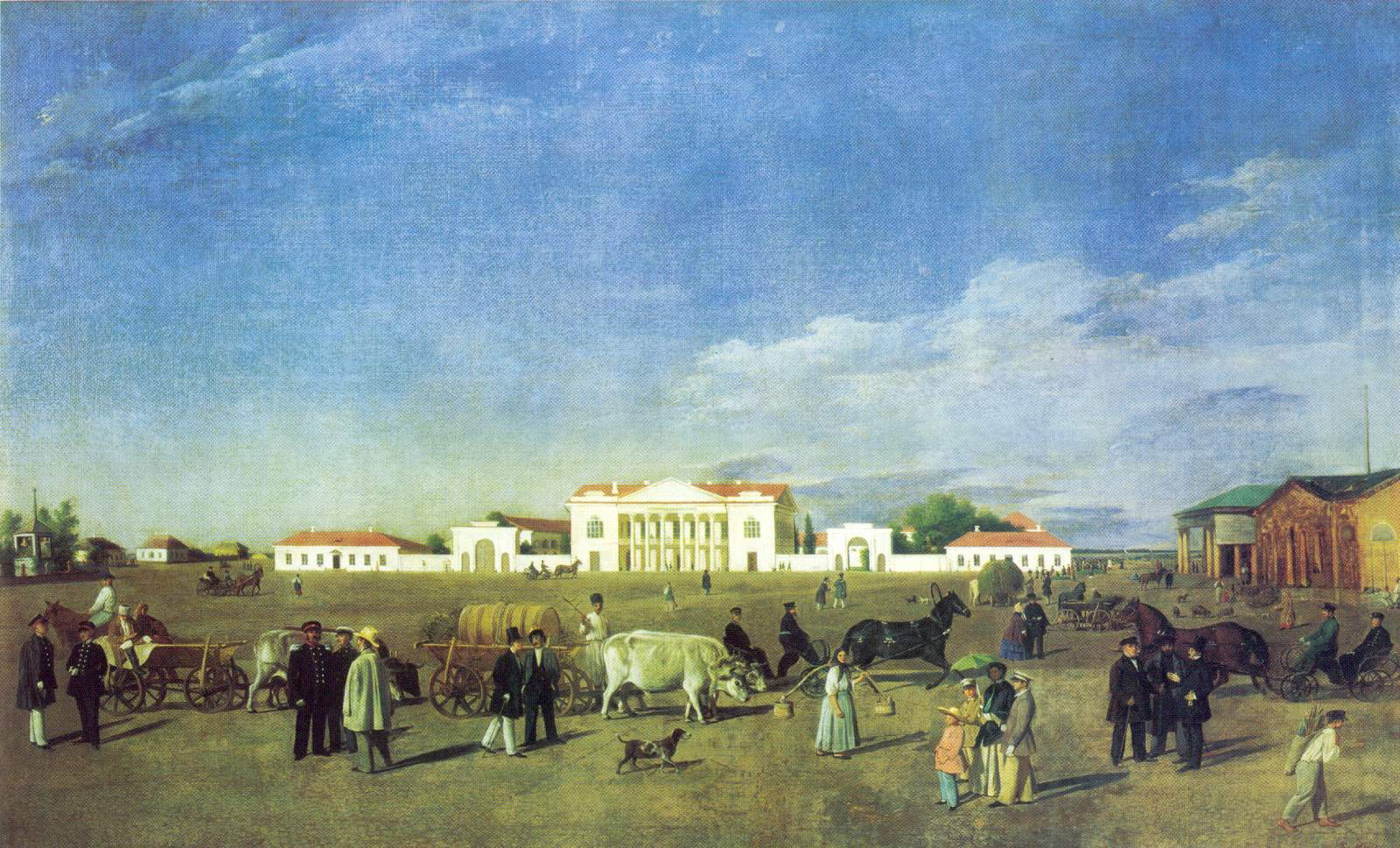
Худ. Крендовський Євграф Федорович. Кругла площа (Полтава), 1840
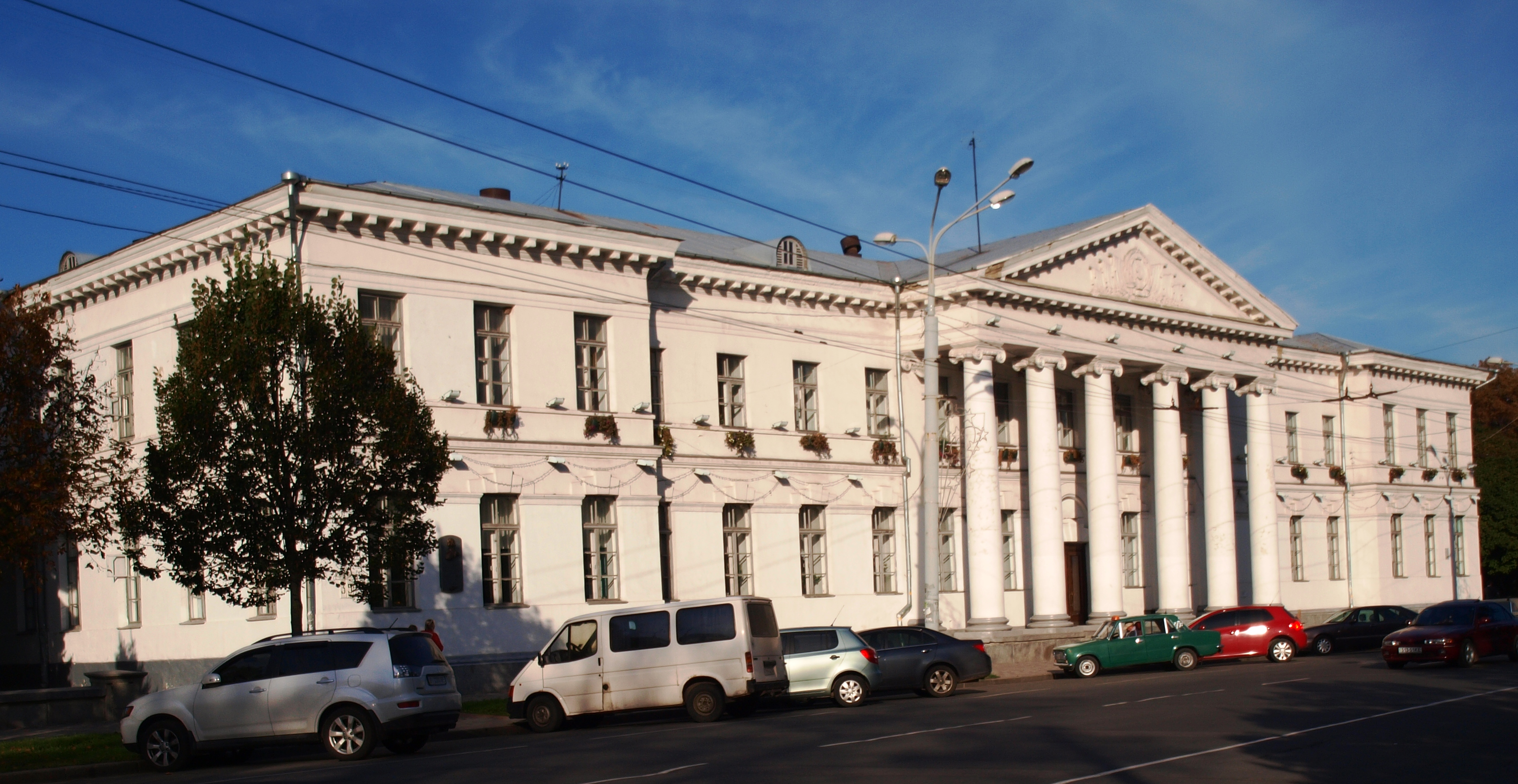
Будинок Малоросійського поштамту, Полтава (Школа мистецтв).
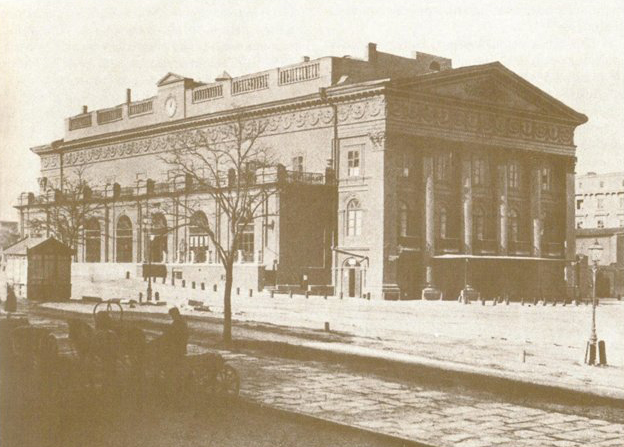
Одеса. Перший театр після реконструкції в 1836. Фото 1840-х
Архітектор Луїджі Руска. Ніжинський ліцей
План першого поверху Червоного корпусу Київського університету (проєкт 1835)
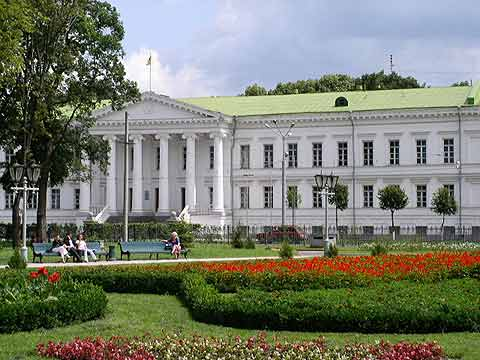
Будинок міської адміністрації Полтави, частина відомого ансамблю Круглої площі, арх. А. Д. Захаров, 1803-1805
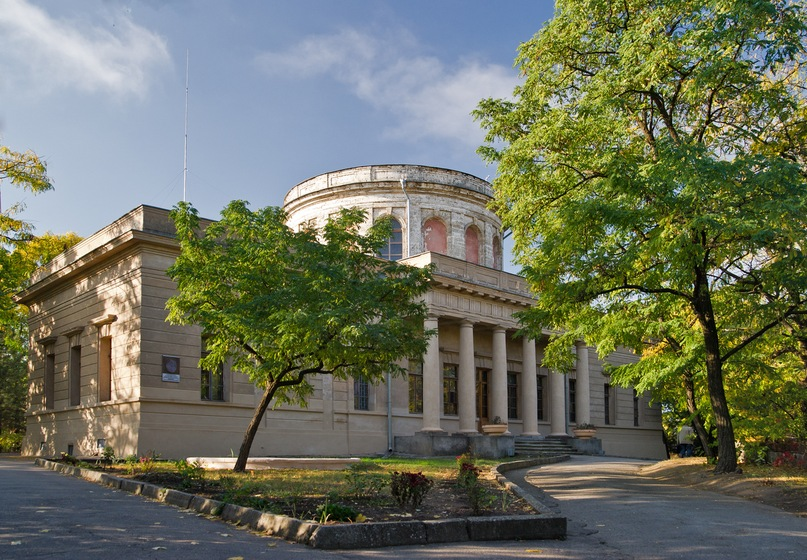
Обсерваторія, 1827, Миколаїв.
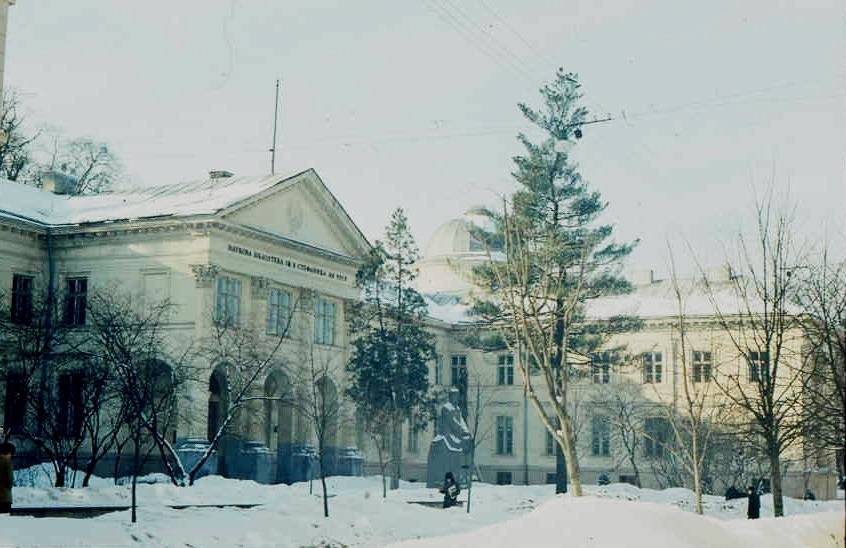
Бібліотека імені Стефаника, Львів
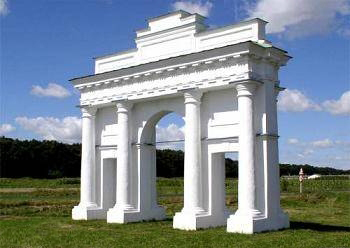
Диканька, Полтавська область. Тріумфальна арка. Проєкт — академік архітектури Луїджі Руска.
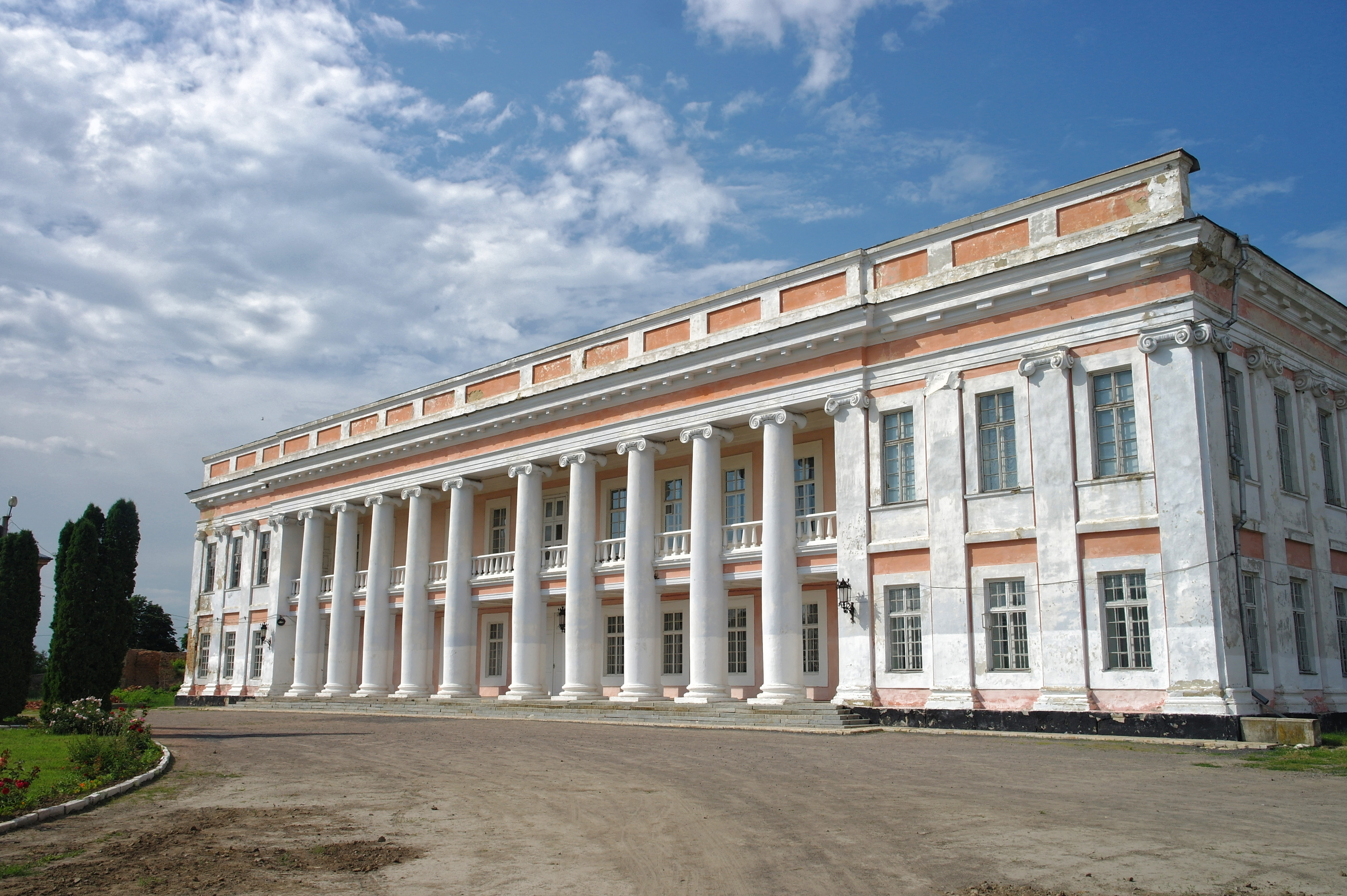
Палац Потоцьких, Тульчин. Фасад на парадний двір.
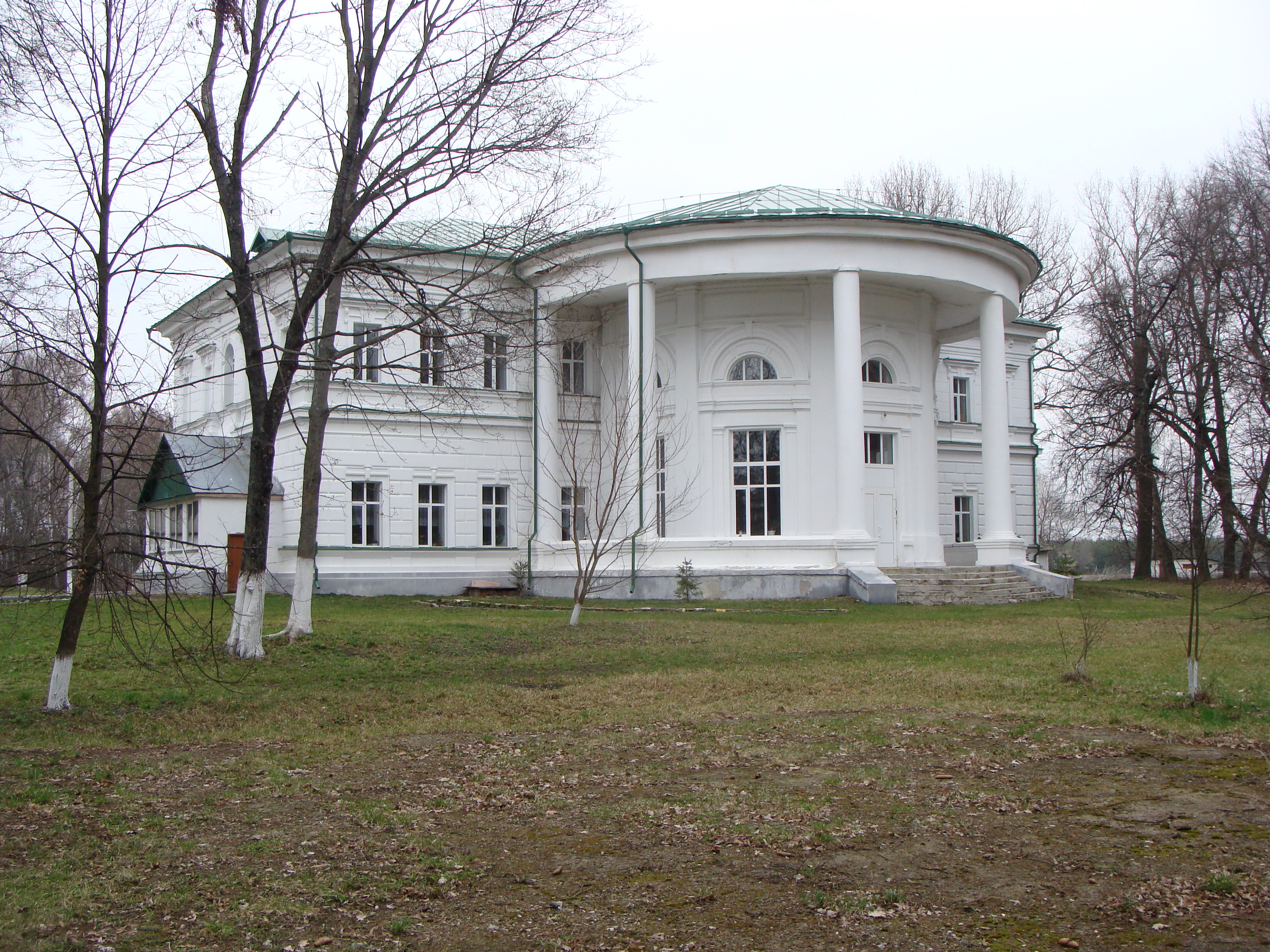
Палац княгині Анни Львової, 1783, с. Бочечки, Сумська область, Конотопський район
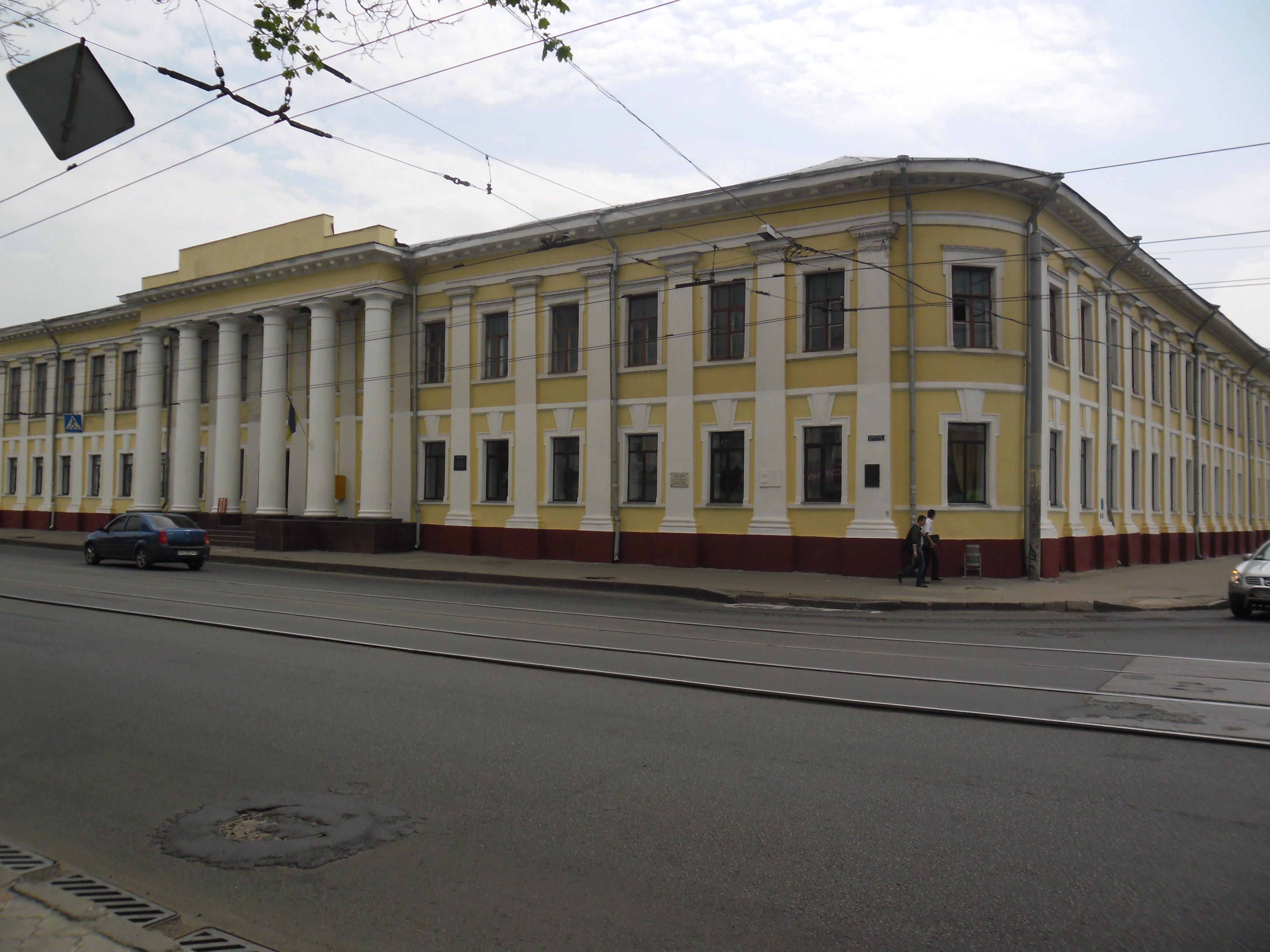
Колишній будинок 1-ї чоловічої гімназії, Харків.

Феодалізм досить повільно здавав власні позиції в Російській імперії майже до кінця XIX ст., співіснуючи зі слабкими  паростками капіталістичного засобу виробництва і надавав розвитку культури імперії пістрявого характеру. Споруди в стилі класицизм вже з'явились в сільських районах. Однак, естетика класицизму пізно прийшла в Київ. Практично першою великою спорудою в цьому стилі став військовий Арсенал, вибудований за проєктом, котрий створив Йоган Міллер. Арсенал  був вибудований на земельній ділянці Вознесенського жіночого монастиря, споруди якого після ліквідації (1712 р.) використовували як артилерійський цейхгауз, з 1768 р. — як «гарматний двір», де ремонтували або виготовляли гармати, артилерійське спорядження тощо. Ще 1750 — наказ про побудову в Києві великого «магазейна» (арсеналу) підписала імператриця Єлизавета Петрівна, але справа зрушилась з місця лише через тридцять чотири (34) роки - 1784 року.
Київ під час візиту в Крим вразив Катерину II сільським виглядом. «…Странный здешний город: он весь состоит из укреплений да из предместий, а самого города я до сих пор не могу доискаться…» (1, с. 30). За новим наказом Катерини II був складений генералом артилерії Міллером і графом Шуваловим перший «правильний план» Арсеналу. Тоді була закладена нова форма і нова розмірність місту Києву. Будівництво Арсеналу закінчили через 12 років за сприяння імператора Павла I, який відписав на це будівництво великі кошти. Велетенську споруду завершили лише 25 травня 1803 р., вже по смерті імператора Павла.

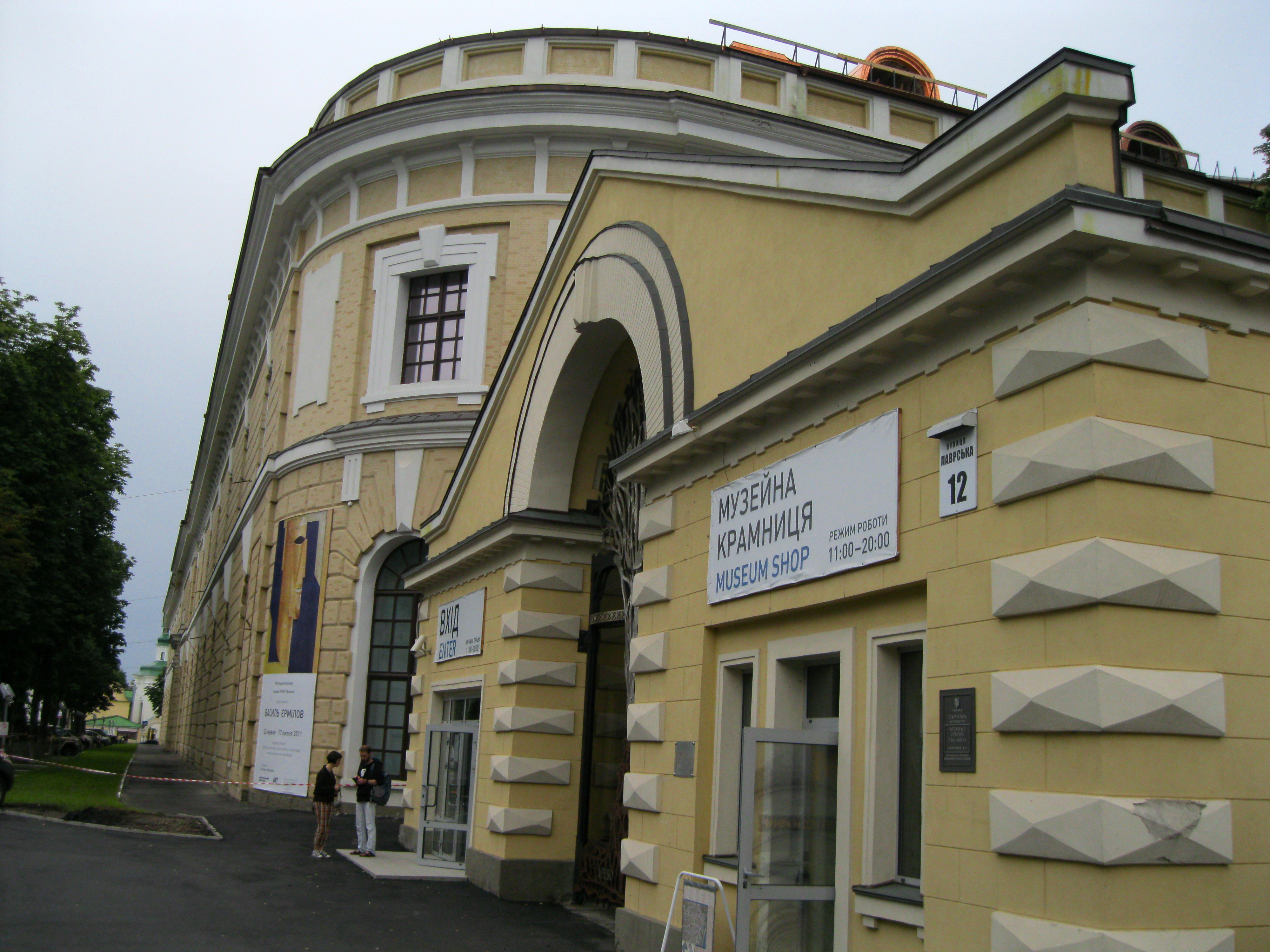
Центральний вхід в Арсенал
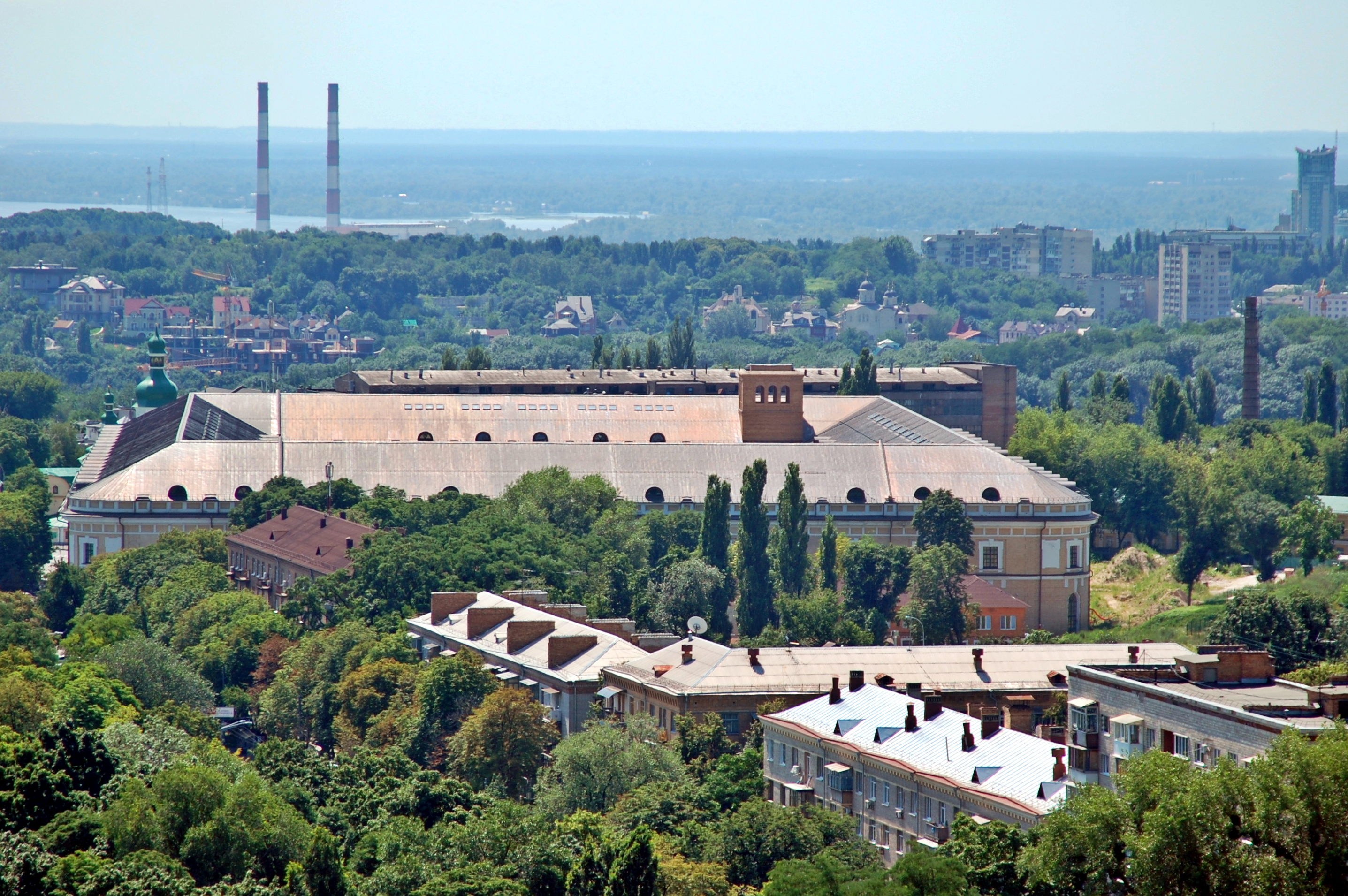
Дахи арсеналу. Вигляд згори.
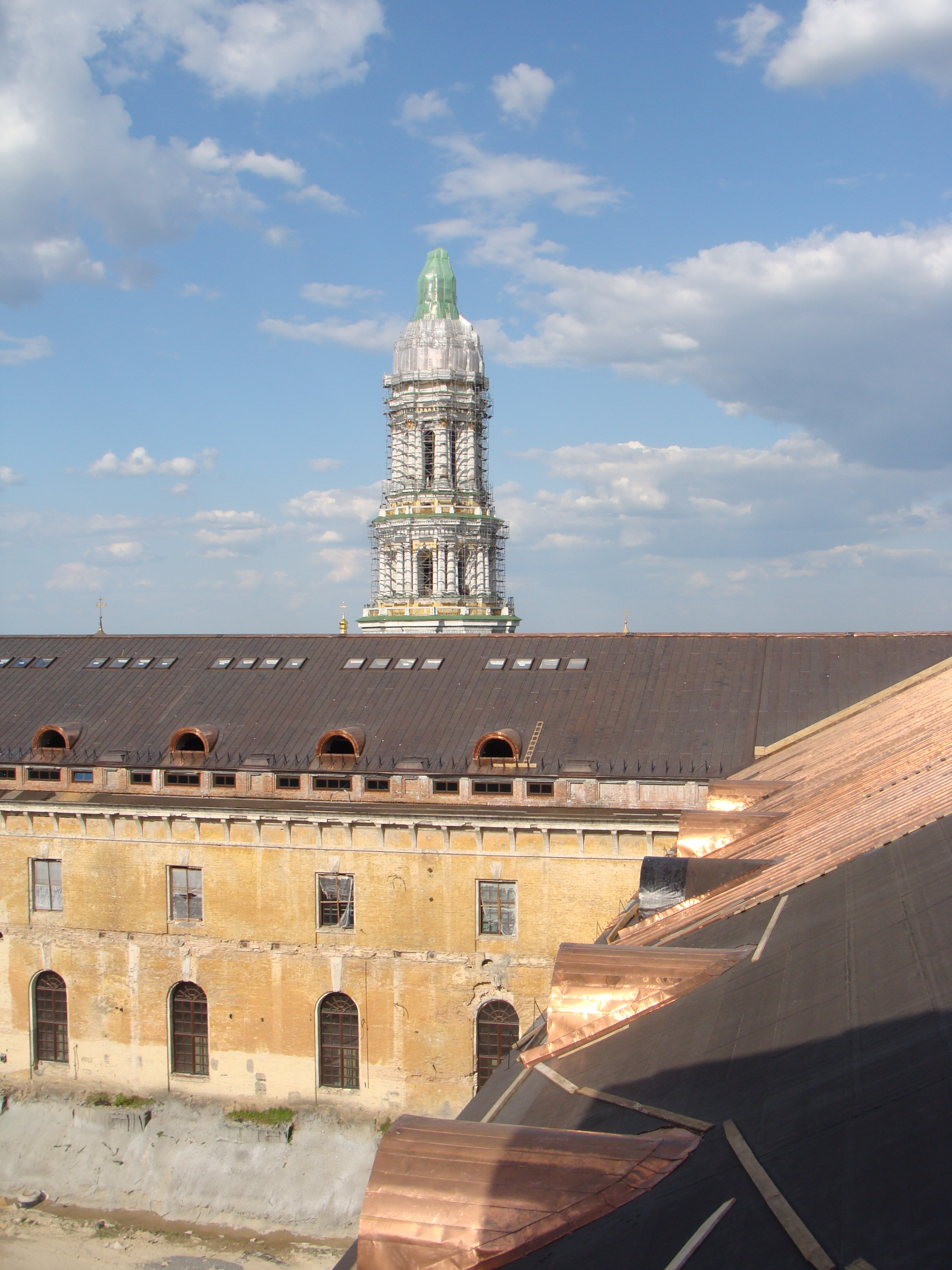
Мистецький Арсенал, подвір'я, фото 2011
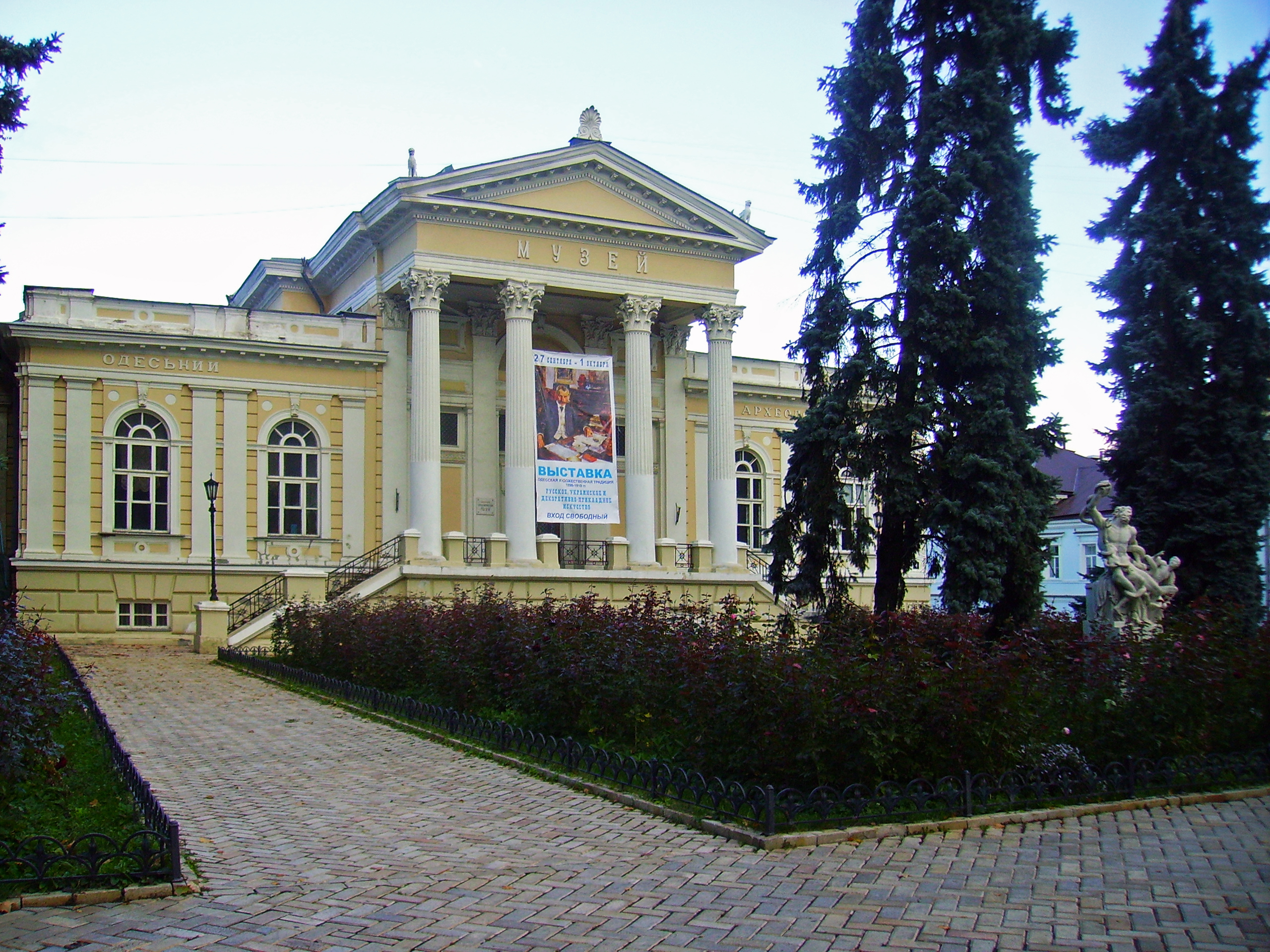
Одеський археологічний музей
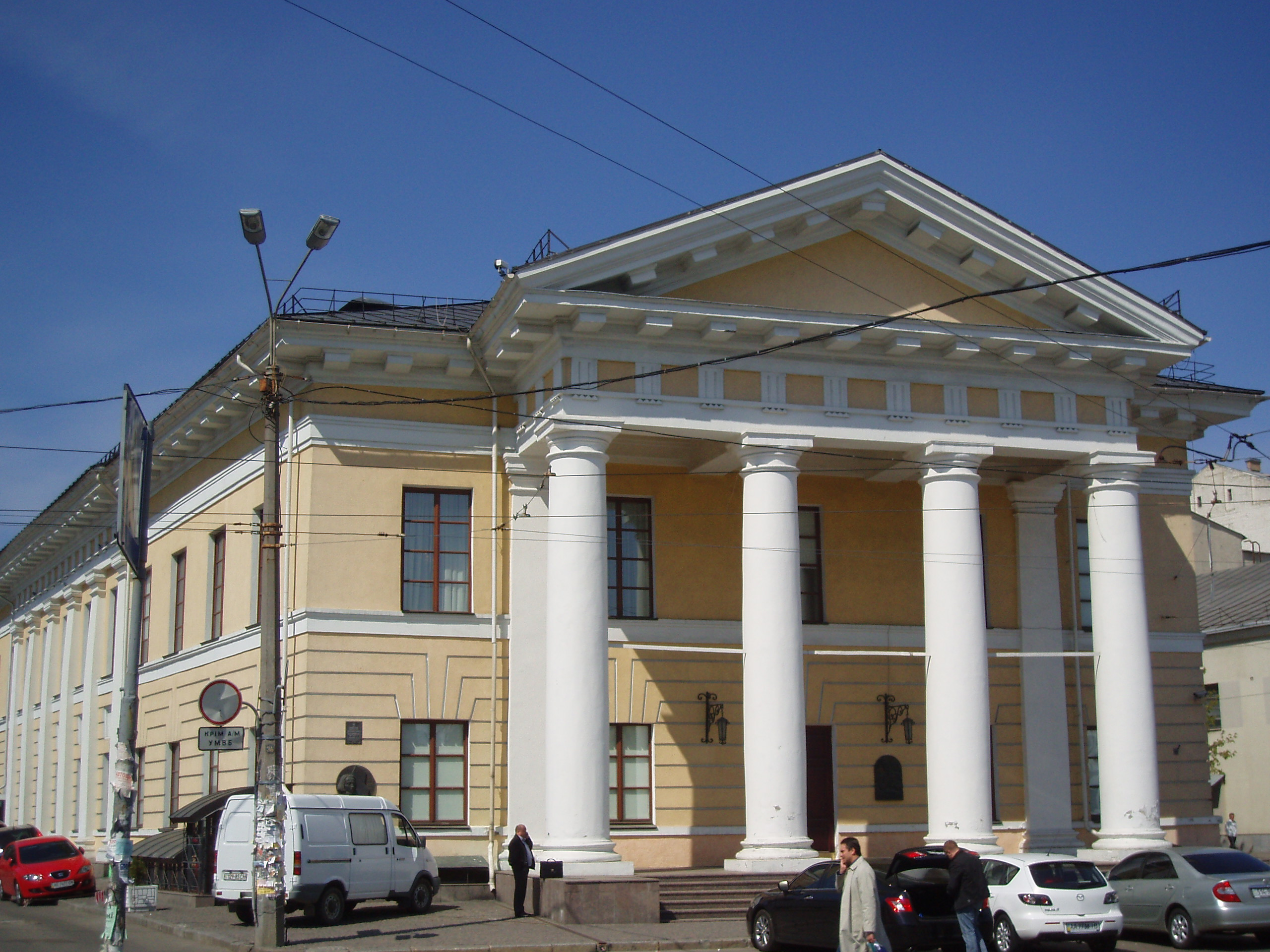
Контрактовий будинок (Київ)

## Містобудівна практика
Прискорення розвитку економіки наприкінці XVIII і на початку XIX ст. сприяло переплануванню і створенню нових регулярних планів для низки міст імперії. Міста метрополії та її провінцій, маленькі і надто схожі на села, повільно позбавлялись хаотичного, нерегулярного, ще середньовічного розпланування. До створення містобудівних проєктів залучена низка російських та іноземних архітекторів, серед яких Львов Микола Олександрович, Старов Іван Єгорович та ін. Суспільно значущі споруди в провінційних містах проєктували Луїджі Руска (Ніжинський ліцей), Тома де Томон (Перший театр  та інфекційна лікарня Циркульний корпус в Одесі), Червоний корпус університету Св. Володимира в Києві (проєкт 1835 р. арх. Беретті Вікентій Іванович), Контрактовий будинок в Києві, арх. Василь Гесте.
Фасади суспільних споруд зберігають палацовий характер, за цими композиційними схемами будують і палаци. Поміркована, неемоційна, приречена до постійних повторів архітектура класицизму виконує в одних і тих же формах палаци, казарми, склади, міські управи, гостині двори, перші біржі. Хоча це досить різні за функцією споруди. Оригінальних проєктів для будівництва в провінціях не вистачає. Тому активно використовують давні проєкти вже померлих архітекторів (проєкт померлого А. Захарова в Дніпропетровську, Спасо-Преображенський собор, 1830-35 роки, невідомий, ампірна садиба «Палац Бантиша», 1837  рік, Донецька область, с. Прелесне).
Аби прискорити будівництво в провінціях імперії, удалися до створення типових проєктів для палаців, міських управ, казарм, пошти. Типові проєкти в стилі класицизм друкують і розсилають в провінції як зразки. Малообдаровані і малоосвічені провінційні архітектори спрощують і без того спрощену архітектуру типових проєктів, що приведе до дискредитації стилю на десятиліття.

## Інтер'єри в стилі класицизм

Ліплений декор в палаці Стецьких, Великі Межирічі. Фото 2016 р.

В архітектурі класицизму була присутня регламентація на використання форм (фронтони, портики, колір стін і деталей). Аби прискорити будівництво і декорування, декор був стандартизований і виготовлявся окремо за зразками. Індивідуалізація споруд досягалась за рахунок різного набору стандартних деталей чи навіть повної відмови від декору на наріжних фасадах.
Штучна регламентація була перенесена і на внутрішнє розпланування та декор інтер'єрів. Будівлі в провінції зазвичай не перебільшували двох поверхів. Переважало симетричне розпланування, так, в центрі садибних палаців розташовували одну — дві великі зали для парадних зібрань та балів. В одноповерхових спорудах частка приміщень обов'язково мала парадне вбрання — для прийому гостей (вітальні, бальна зала, парадна їдальня). Житлові кімнати переносили або у бічні флігелі, або на другий поверх, де не було декору і куди чужинців не пускали. Кухні, гардероби, малі кімнати для кріпаків і слуг переносили у флігелі, в дворові споруди чи сусідні ізби. Тобто, життя розділяли на різні частини — показове для гостей та приватне тільки для себе. Родичів або гостей могли залишити на ночівлю, для цього облаштовували додаткові спальні для родичів чи гостей з мінімумом декору та меблів. В спекотну пору навіть гостей укладали на прості дерев'яні підлоги. Коштовні паркети настеляли тільки в небагатьох парадних приміщеннях або не настеляли взагалі, прикриваючи дерев'яні дошки килимами чи домотканими доріжками.
Поміркована естетика класицизму диктувала в інтер'єрах відмову від показової пишності і стриманість у використанні декору. Для останнього відводили місця над дверима та на стелі, де розміщали грізайлі, а на стінах — картини. Дешева грізайль пережила новий і значний розквіт. В небагатих родинах дешева грізайль була частим замінником ліпленого та стандартизованого декору, рельєфів тощо. Переважають зображення рослинних чи квіткових гірлянд, орнаментів, алегоричних зображень, давньоримської чи умовно-історичної зброї, іноді ідилічних, фантазійних пейзажів.

Міжкімнатні двері в колишньому палаці Стецьких, великі Межирічі.
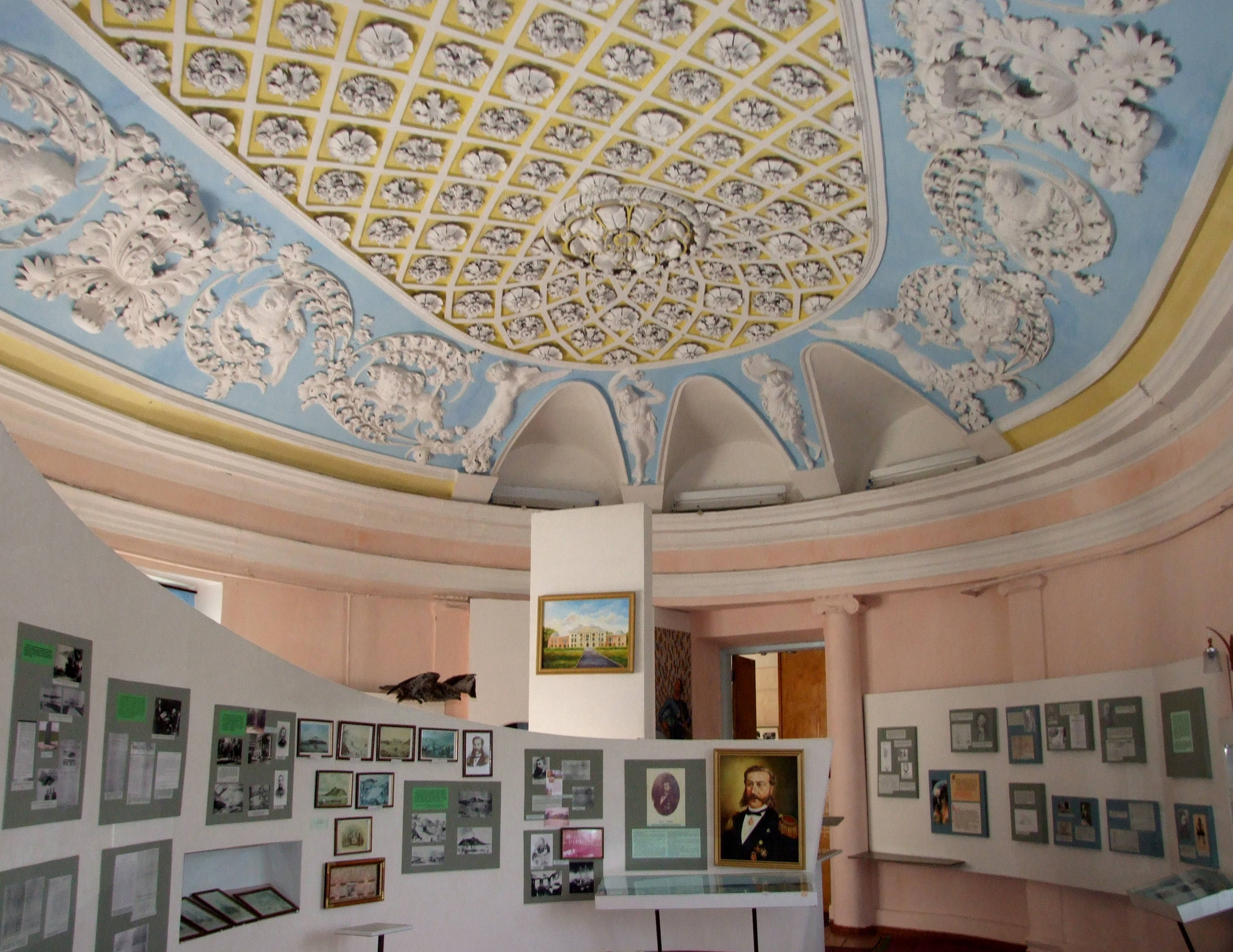
Вороновиця. Ліплений декор стелі
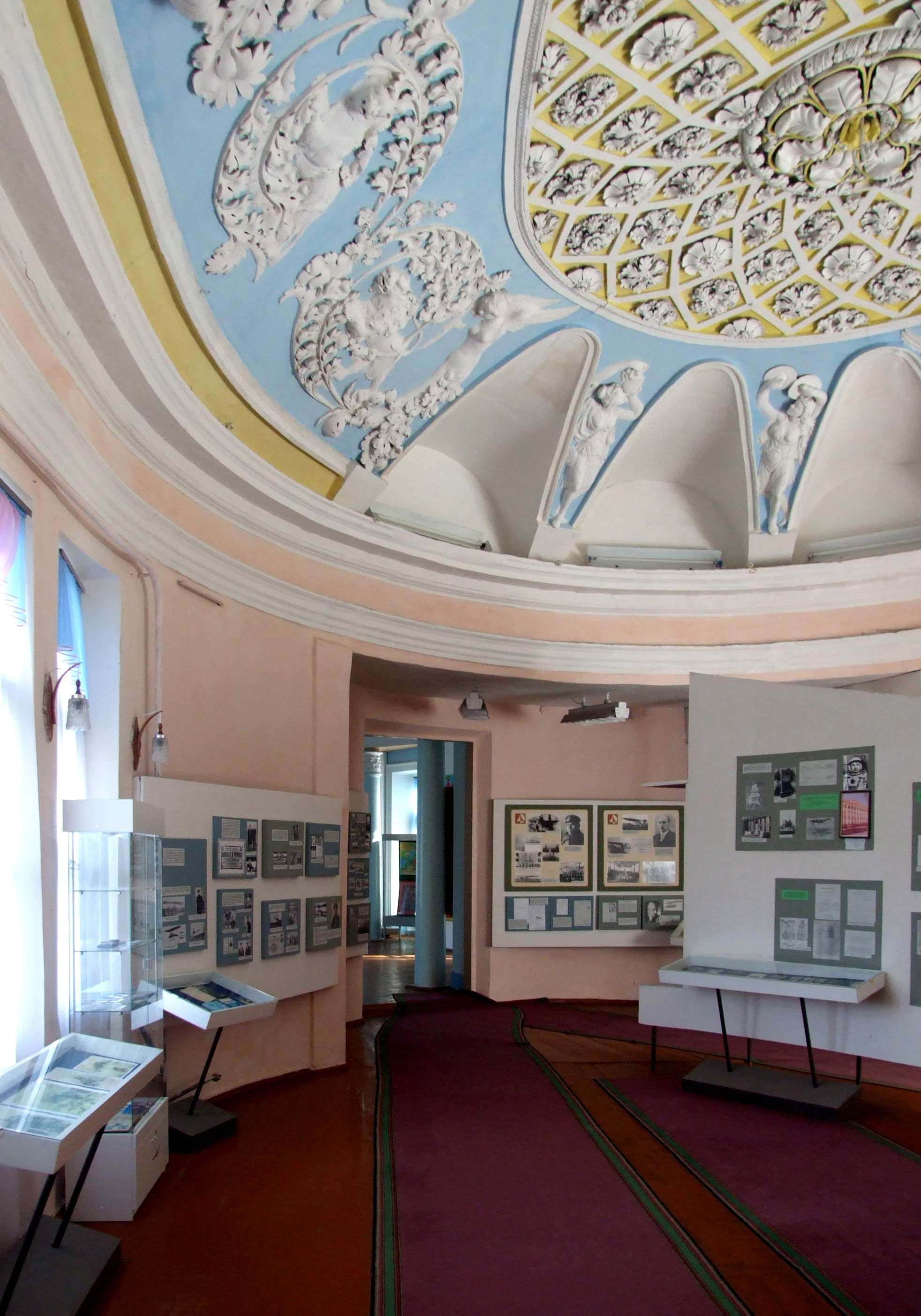
Вороновиця, палац Грохольського. Збережений декор стелі

Поміркована естетика класицизму  в інтер'єрах з  відмовою від показової пишності і стриманістю в використанні декору — абсолютно ігнорувалась в палацах російських багатіїв, помешканнях царської родини чи вельмож, наближених до царя. Розчарований в Катерині II та її царюванні Гаврило Державін записав з гіркотою: Вона правила імперією і навіть судочинством перебільшено з міркувань політики або з власної волі, ніж за святою правдою . Тим же цинічним було і ставлення до естетики класицизму у привілейованого стану імперії.
Для декорування використовували італійський мармур, різьблені і золочені меблі, бронзові торшери і скульптури, старовинну порцеляну Китаю і уславлених західноєвропейських мануфактур Німеччини та Франції, коштовні тканини і килими. Палац міністра А. Безбородька біля Головного поштамту був прикрашений рідкісними речами і вишуканим декором, мав низку парадних зал, оздоблених коштовними мармуровими скульптурами, вазами Стародавньої Греції, порцеляною Китаю, Японії, Франції та картинами західноєвропейських майстрів. В переліку картин — Андреа дель Сарто, Гвідо Рені, Корреджо, Сальватор Роза, Дмитро Левицький.  Частка парадних приміщень Ніжинського ліцею, вибудованого коштом канцлера А. Безбородька, була декорована теж картинами західноєвропейських майстрів зі збірок канцлера — через стандартизацію підходів і до декору інтер'єрів.
Парадні приміщення римської лазні імператриці Катерини II в Царському Селі декоровані коштовною яшмою, золоченою бронзою, мармуровою скульптурою, доповнені бібліотекою та верховим садочком на даху першого поверху. Унікальний малюнок мав і паркет римської лазні, перенесений сюди із одного з петербурзьких палаців.
Але формально наголошуваласть стриманість декору і обмежене його використання в порівнянні зі стилістикою бароко. Дешевизна декору і дискредитація класицизму як стилю обумовила часті перебудови приміщень і нищення оригінального декору десятиліттями. Після Лютневої та Жовтневої революції 1917 р. було зруйновано маєтки, вартісні пам'ятки культури, великі книгозбірні і приватні бібліотеки, мистецькі колекції, неоціненної ваги історичні архіви. В палацово-парковому ансамблі Самчики (досить добре збереженому серед інших, Хмельницька область) ще після погромів 1918 р. втрачені майже всі десюдепорти, історичні меблі, знищено коштовний паркет Круглої зали, оригінальну статую Будди одного з павільйонів тощо. Невеликі дерев'яні садиби в провінціях були знищені практично повсюдно. На межі 20-21 ст. почався новий період покидання старовинних кам'яних споруд напризволяще і нищення вже залишків їх автентичних інтер'єрів та господарських споруд.

## Сакральні споруди в стилі класицизм

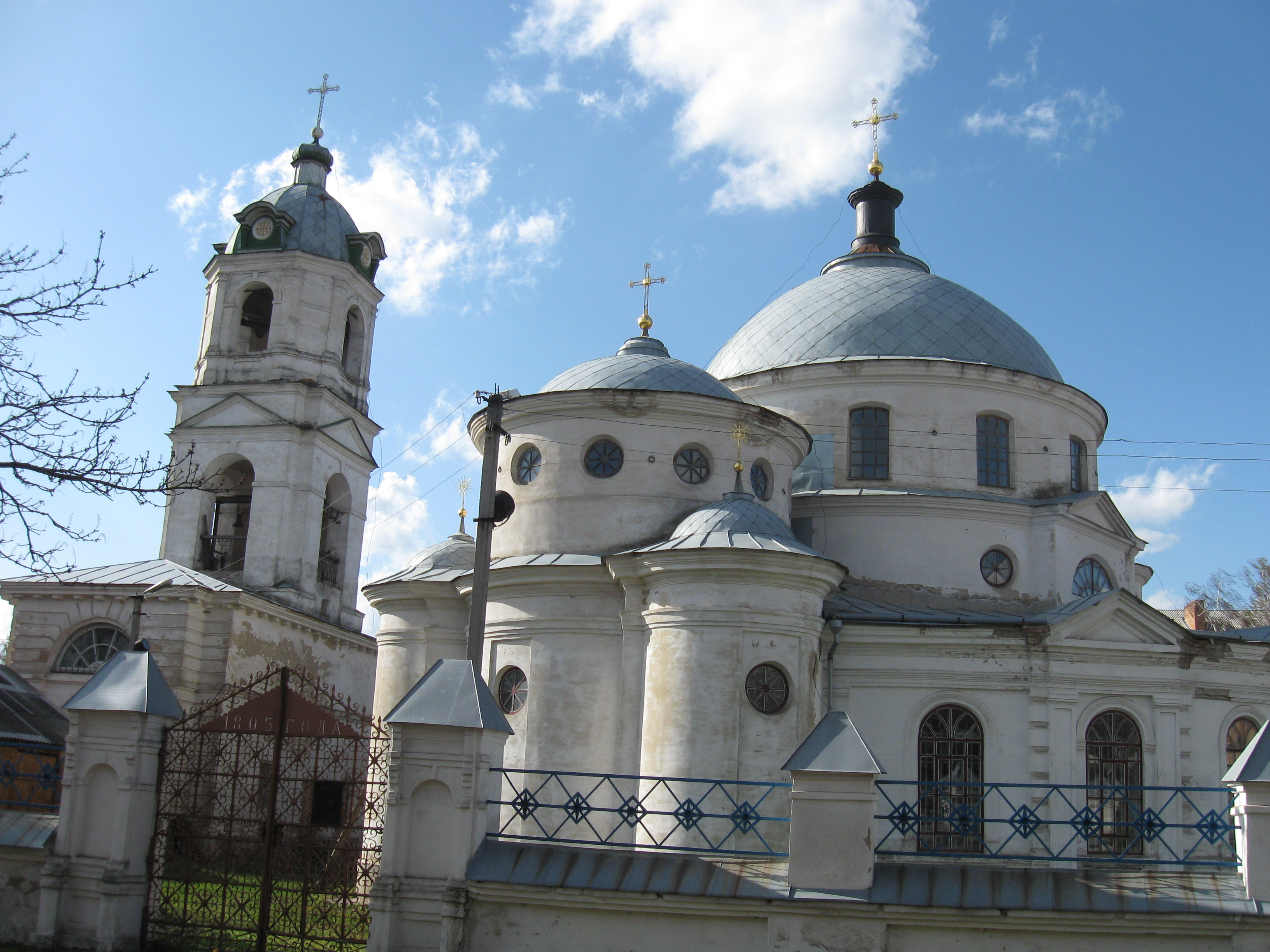
Вознесенська церква (Ромни), Сумська обл. унікальна за розплануванням та формою, 1801 р.

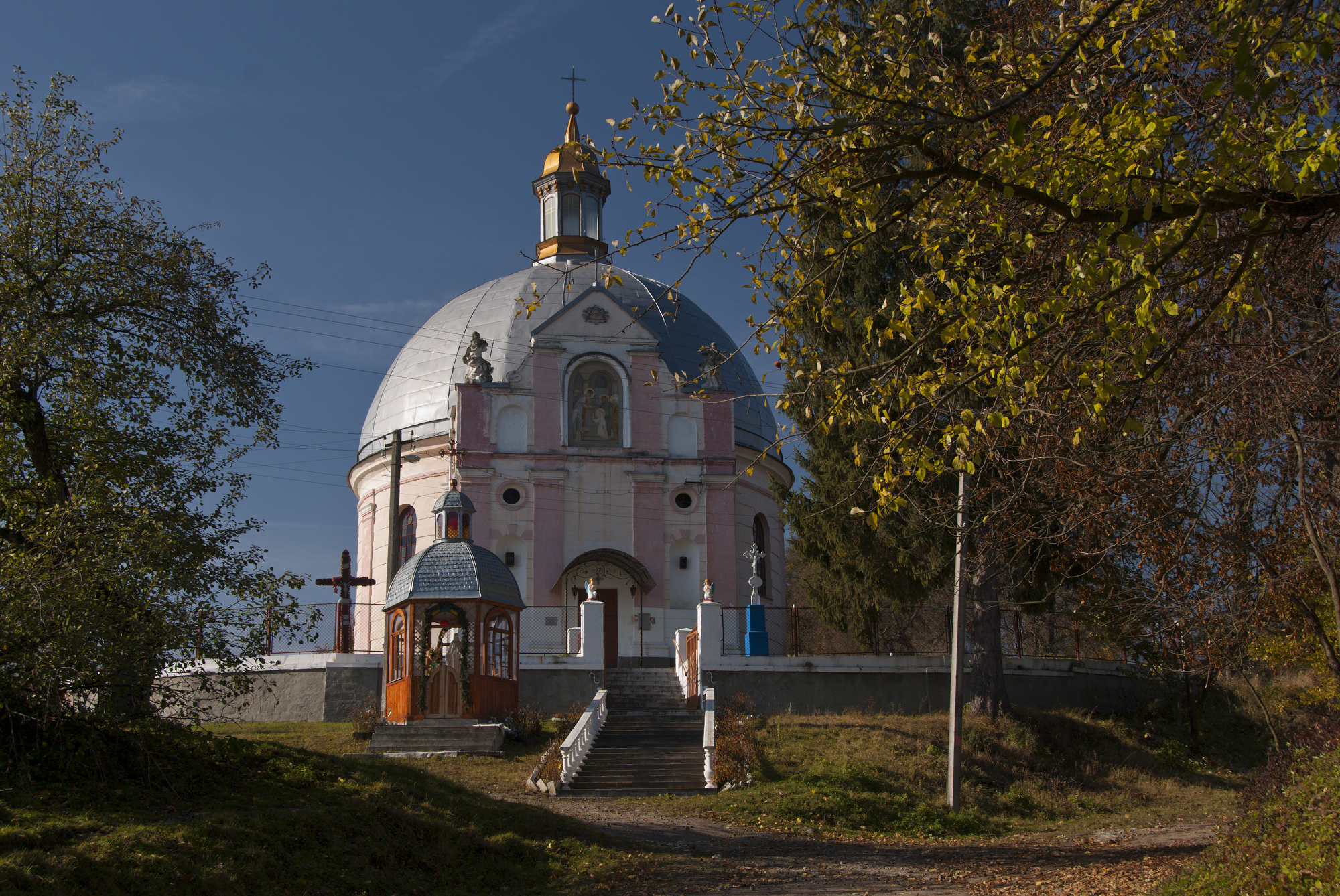
Церква Введення в храм Пресвятої Богородиці (1800 р.) село Вибранівка, Львівська область

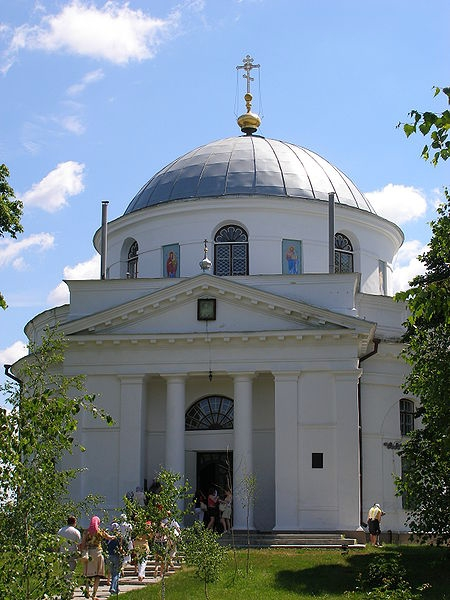
Арх.М.О. Львов. Диканька. Церква Св. Миколая, 1797 р.
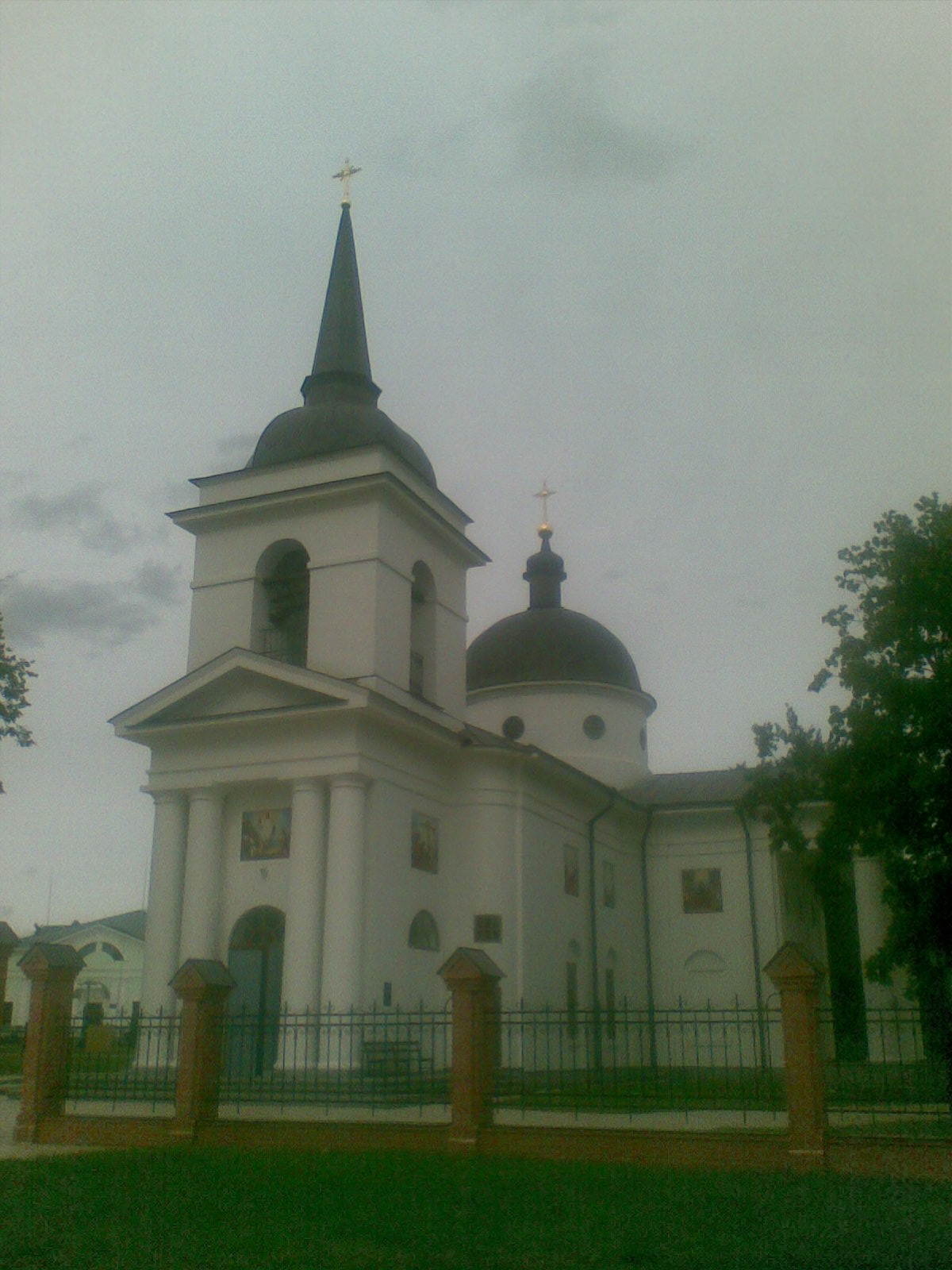
м.Батурин, Воскресенська церква
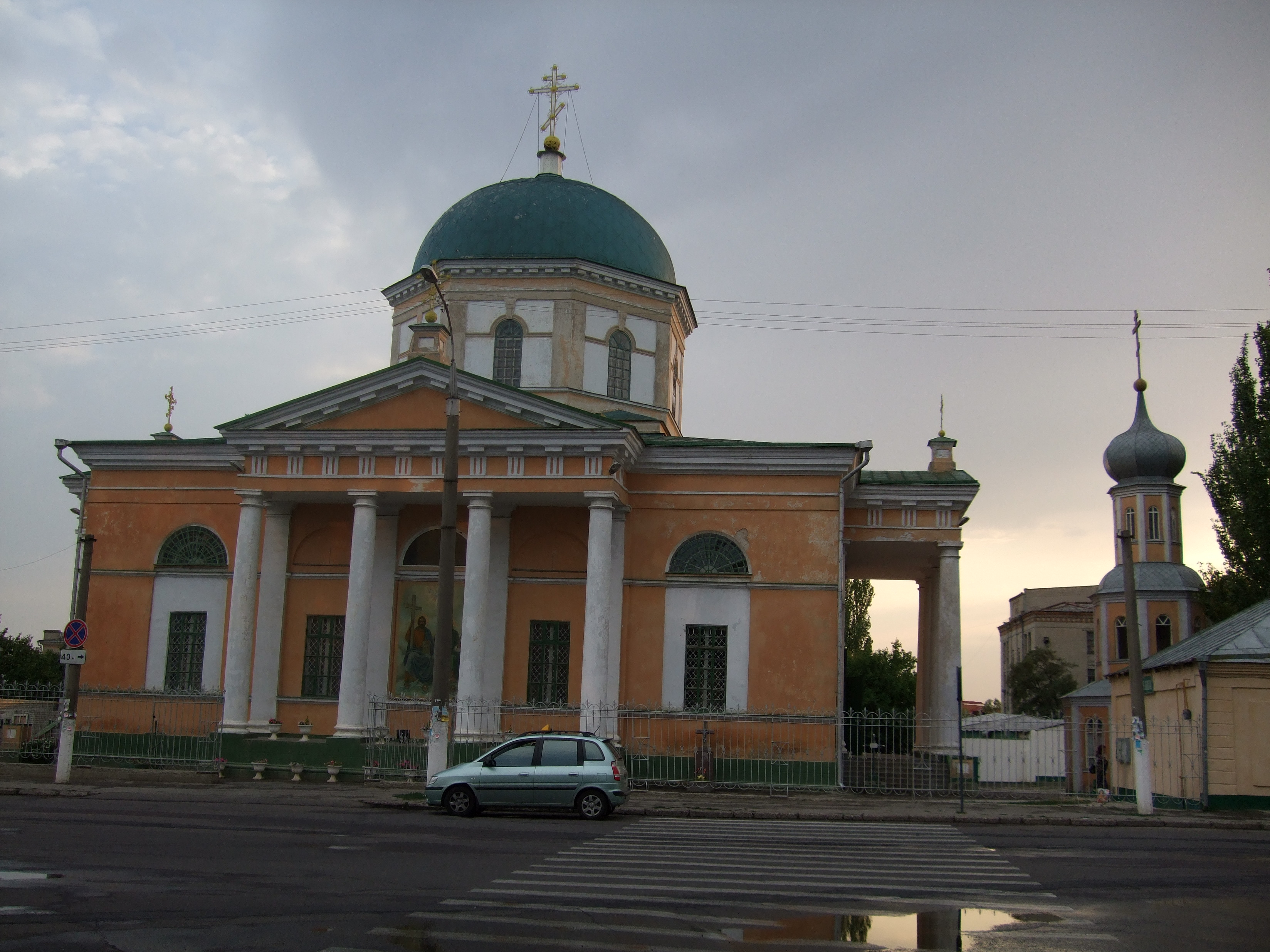
Херсон. Святодухівський собор та чоловічий монастир УПЦ МП
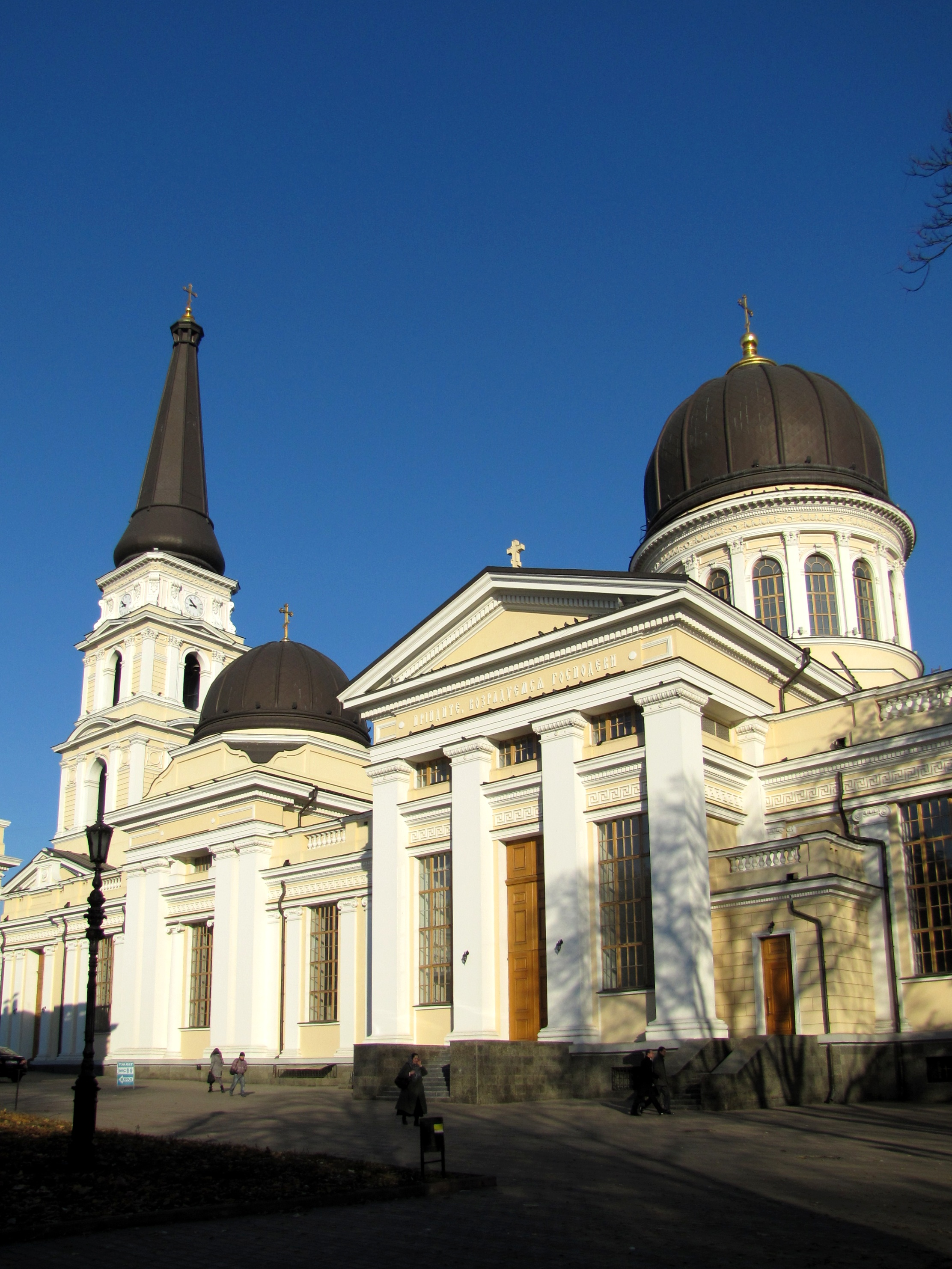
Одеса.Спасо-Преображенський собор
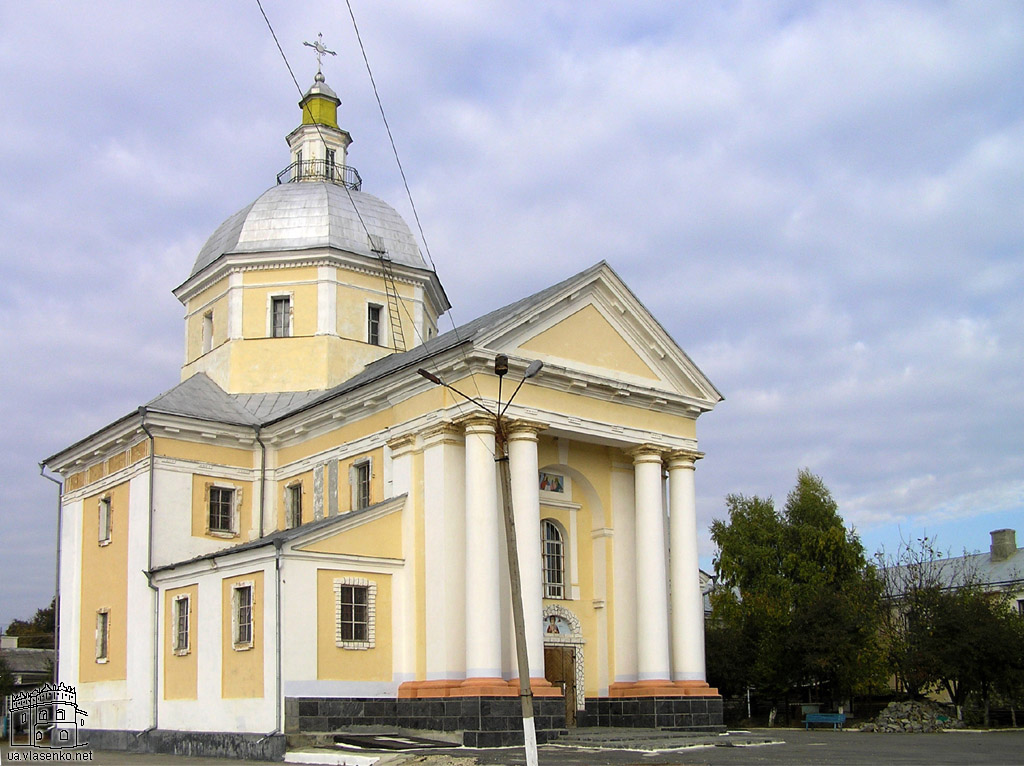
Костел Св. Флоріана, м. Шаргород
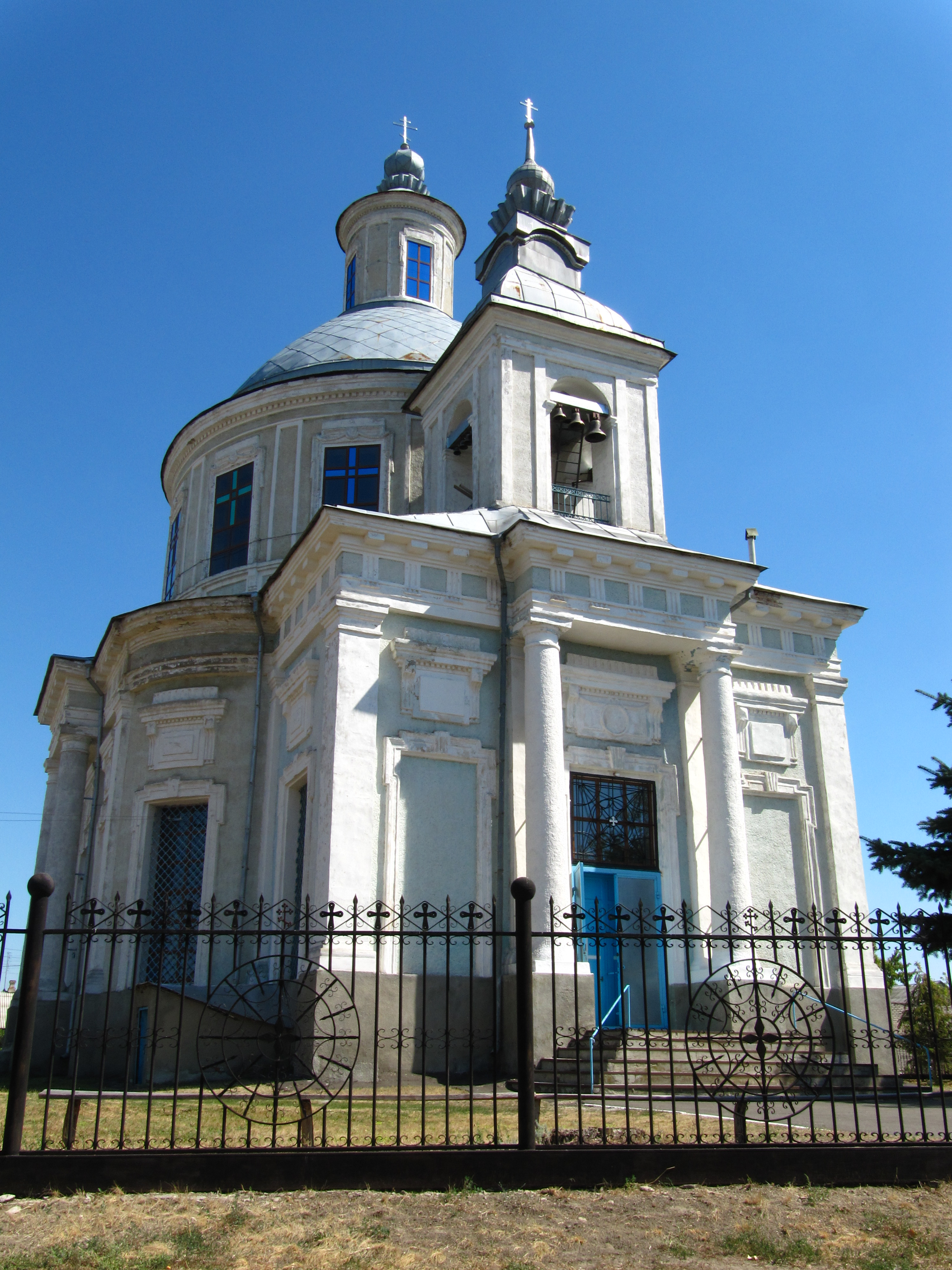
Церква Успіння Пресвятої Богородиці (Осинове), 1802 р., Луганська область
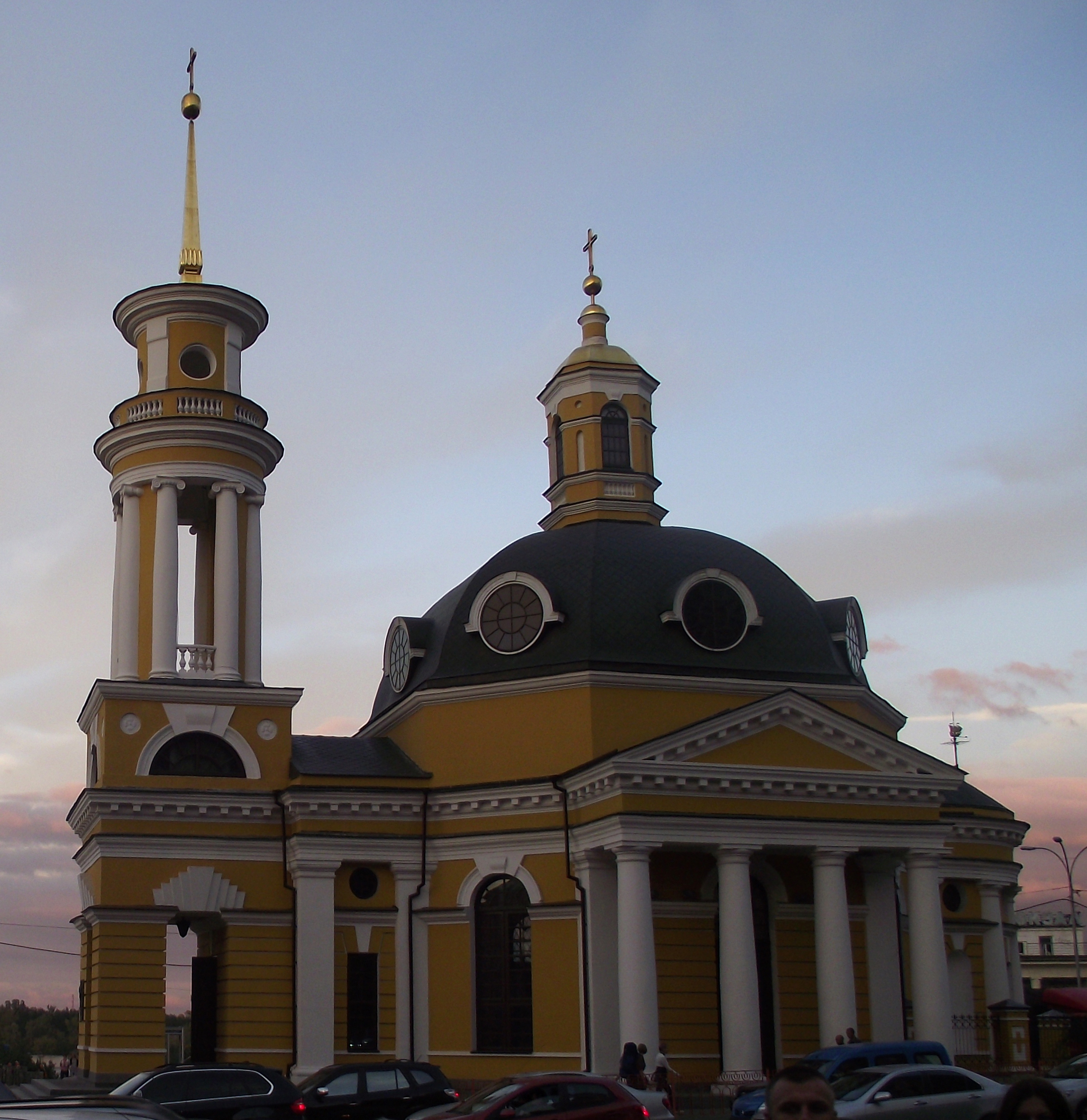
Київ. Церква Різдва Христового, 1814 р., за проєктом А.Меленського, зруйнована 1935 р., відновлена 2005 р.
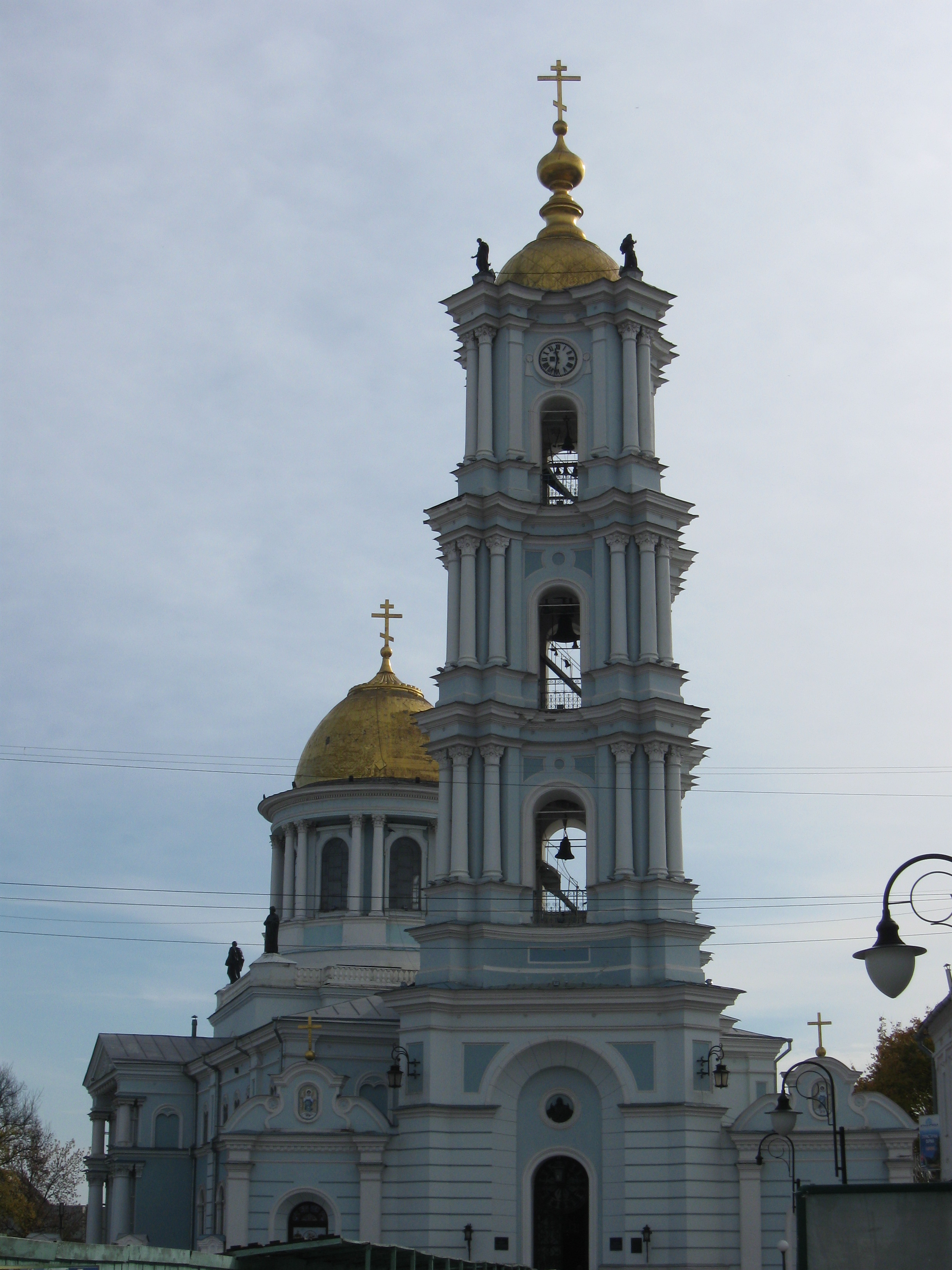
Спасо-Преображенський собор (Суми)
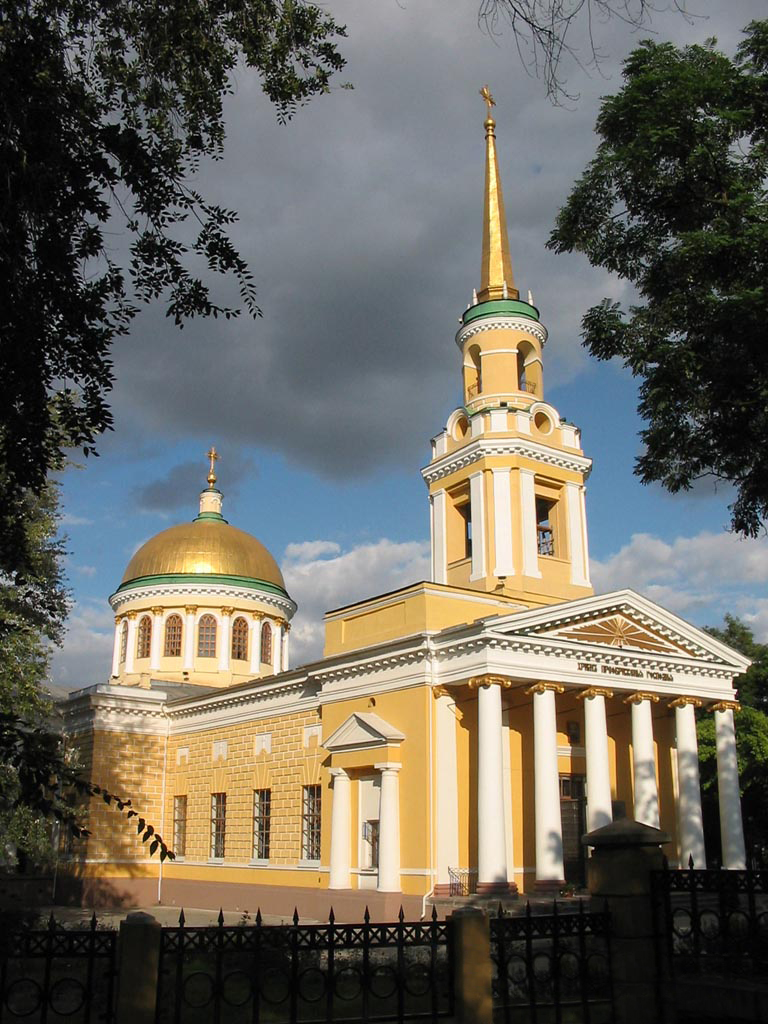
Дніпропетровськ. Спасо-Преображенський собор, 1830-35 роки.

## Риси класицизму в літературі України
В Україні класицизм не зміг у силу несприятливих історичних обставин розвинутися як цілісна структурована система, переважно орієнтувався на низькі жанри (очевидно, під впливом низового бароко). Деякі тенденції класицизму знайшли свій вияв у трагікомедії «Володимир» Феофана Прокоповича, поезії Івана Некрашевича, шкільних «піїтиках» XVIII ст., поемі «Енеїда» Івана Котляревського, травестійній оді «Пісні Гараська» Петра Гулака-Артемовського, оповіданнях Григорія Квітки-Основ'яненка та ін.
Шедевром українського класицизму стає героїко-комічна поема Івана Котляревського «Енеїда» — твір бурлескний і травестійний. Поширюється також травестійна ода (І. Котляревський, П. Гулак-Артемовський) і байка (П. Білецький-Носенко, П. Писаревський, С. Рудиковський). «Низькі» класицистичні жанри превалюють і в драматургії («Москаль-чарівник» та «Наталка Полтавка» І. Котляревського, «Сватання на Гончарівці» та «Шельменко-денщик» Г. Квітки-Основ'яненка), а в доробку Г. Квітки-Основ'яненка розвивається нетипова для літератури класицизму проза. З «високих» жанрів на зламі XVIII–XIX століть була поширена ода (І. Фальковський, І. Максимович, І. Шатович), яка створювалася з приводу урочистих дат або візитів світських і церковних можновладців.
Класицизм в Україні, на відміну від інших національних літератур, народився та існував без боротьби з бароковою літературою. У другій половині XVIII століття, коли Україна стає російською провінцією і втрачає національні літературні й культурні центри (зокрема Київську Академію), бароко витісняється стилістикою класицизму. Український класицизм, незважаючи на свій не вельми різноманітний прояв, знаменує собою перехід до єдиної літературної мови. Вживання народної мови вимагали існуючі в літературі українського класицизму жанри — травестія, байка, комедія, народне оповідання. Такий перехід від білінгвічного бароко (церковнослов'янська й українська мови) стає для України справжнім літературним відродженням.